# Mikoyan MiG-29
El Mikoyan-Gurevich MiG-29 (en ruso: МиГ-29) es un caza de superioridad aérea de cuarta generación diseñado por Mikoyán en la Unión Soviética en los años 1970 y que nació como un prototipo de caza para el programa PFI (en ruso: Охота спереди в перспективе, Perspektivnyi Frontovi Istrebitel) o Avión caza de Diseño Prospectivo de Primera Línea para la Unión Soviética. Debía contrarrestar, junto al Sukhoi Su-27, al dúo de cazas estadounidenses F-15 Eagle y F-16 Fighting Falcon, y más tarde al F/A-18 Hornet. 
Entró en servicio con la Fuerza Aérea Soviética en el año 1983 y continúa en uso con la Fuerza Aérea Rusa, en la Fuerza Aérea Ucraniana, la Fuerza Aérea India y en otros muchos países. Entre los modelos derivados del MiG-29 cabe destacar la versión naval embarcada Mikoyan MiG-29K, y la más reciente Mikoyan MiG-35, su designación OTAN es Fulcrum.

## Desarrollo

### Orígenes

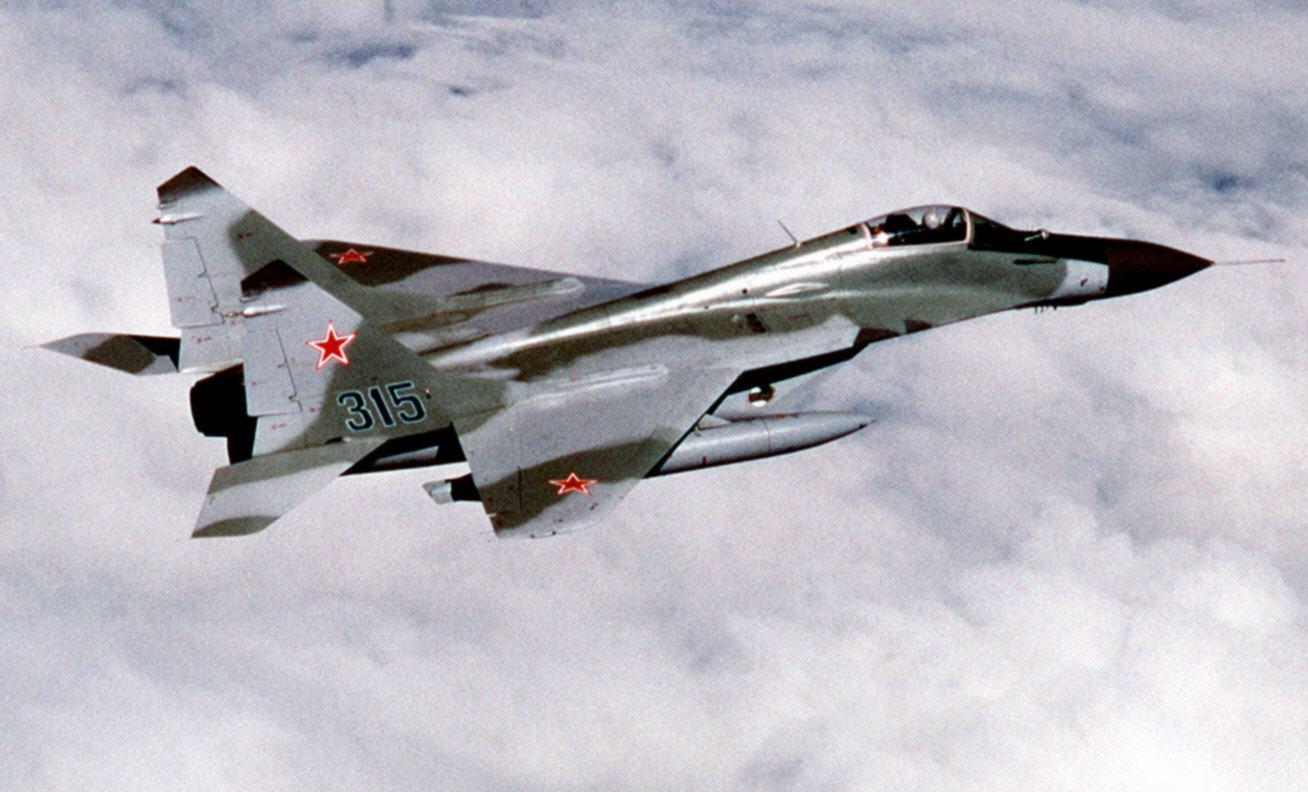
Un MiG-29 soviético volando sobre Alaska en 1989 rumbo a una exhibición en Canadá.

En el punto álgido de la Guerra fría, una respuesta soviética fue necesaria, para evitar la posibilidad de que un nuevo caza occidental, se convierta en una importante ventaja tecnológica sobre los existentes cazas soviéticos, como el MiG-21, el MiG-23 y el caza pesado MiG-25, por lo tanto, el desarrollo de un nuevo y diferente caza de superioridad aérea de peso medio, se convirtió en una prioridad para la Unión Soviética.
Se inicia su proyección en 1969, para enfrentar los proyectos iniciados en Estados Unidos y su fuerza aérea dentro de lo sabido por su inteligencia en los planes del programa "FX", que luego darían lugar al caza ligero monomotor Lockheed Martin F-16 Fighting Falcon y al caza pesado bimotor McDonnell Douglas F-15 Eagle, y que sería complementado luego con la variante de un caza altamente navalizada de tipo bimotor de peso medio McDonnell Douglas F/A-18 Hornet, posteriormente conocidos en occidente.
El Estado Mayor soviético, emitió un requerimiento para un proyecto de caza Istrebitel Perspektivnyy Frontovoy traducido como "caza en perspectiva frontal", es decir, un caza avanzado para la primera línea de combate. Las especificaciones solicitadas fueron muy ambiciosas, capacidad de combate a larga distancia, buen desempeño a corto rango operativo, incluyendo la capacidad de utilizar pistas de aterrizajes no preparadas y aeropuertos comerciales, "Alta maniobrabilidad" para combates cerrados, velocidad de Mach 2 +, y transportar pesado armamento. 
El diseño aerodinámico para el nuevo avión de combate se llevó a cabo en gran medida, por el instituto de la aerodinámica de Rusia TsAGI en colaboración con la oficina de diseño Sujói. Sin embargo, en 1971 los estudios soviéticos para la construcción de un caza de superioridad aérea determinaron la necesidad de diferentes tipos de plataformas, para fabricar dos tipos diferentes de aviones caza.
El programa de IPF se completará con el programa PLFI (Perspektivnyy Lyogkiy Frontovoy Istrebitel) o "Caza táctico ligero avanzado", que luego daría lugar a un avión de combate táctico de peso ligero, el que acompañará al programa anterior IPF de un caza pesado. La fuerza de combate soviética tenía previsto que aproximadamente el 33% de su Fuerza Aérea, estaría conformada con aviones de combate pesados IPF, más caros y de difícil producción, y el 67%, estaría conformada por aviones de combate más ligeros PLFI, más económicos y de fácil producción. 
De esta manera, se convirtieron en dos proyectos, un proyecto IPF para un caza pesado y otro proyecto, el PLFI para un caza ligero respectivamente, en forma paralela, a la decisión de Estados Unidos, que estaba fabricando el caza más pesado, McDonnell Douglas F-15C Eagle, y el caza ligero Lockheed Martin F-16 Fighting Falcon monomotor, más ligero de su programa inicial, y por esto, fue atribuida a la fábrica de aviones caza Sukhoi el proyecto original IPF, para fabricar el caza más pesado Sukhoi Su-27, mientras que el proyecto complementario PLFI, para fabricar el caza ligero MiG-29 fue asignado a Mikoyan, para poder fabricar en forma paralela, un nuevo caza más ligero y económico.
El nuevo trabajo de diseño, detallado para el producto resultante de un caza ligero Mikoyan 29, designados inicialmente como MiG-29A, para enfrentar al caza occidental F-16 y al caza naval F-18, se inició en 1974, con el primer vuelo que tuvo lugar el 6 de octubre de 1977, y el avión de preproducción en serie, fue visto por primera vez, por los satélites de reconocimiento de Estados Unidos y la OTAN, en noviembre de 1977, en seguida sería llamado Ram-L, ya que se observó en el centro de pruebas de vuelo Zhukovsky, cerca de la ciudad de Ramenskoye. Las primeras especulaciones occidentales sugieren que la nave Ram-L fue muy similar en apariencia, al proyecto del caza occidental YF-17 F-18 y funcionaba, con motores gemelos turbofán de postcombustión, los que se sabría a continuación que serían los Tumansky R-25.

### Reemplazo
El 11 de diciembre de 2013, el vice primer ministro ruso Dmitri Rogozin reveló que Rusia planeaba construir un nuevo caza para reemplazar al MiG-29. El Sukhoi Su-27 y sus derivados iban a ser reemplazados por el Sukhoi Su-57, pero se necesitaba un diseño diferente para reemplazar a los MiG más ligeros. Un intento anterior de desarrollar un reemplazo MiG-29, el demostrador MiG 1.44, fracasó en la década de 1990. El concepto surgió de nuevo en 2001 con el interés de la India, pero más tarde optaron por una variante del Su-57. Los comandantes de la Fuerza Aérea han insinuado la posibilidad de un fuselaje monomotor que utilice el motor, el radar y las armas del Su-57 principalmente para el servicio ruso. Desde entonces se ha revelado que es el Sukhoi Su-75 Checkmate. 

## Diseño

### Visión general

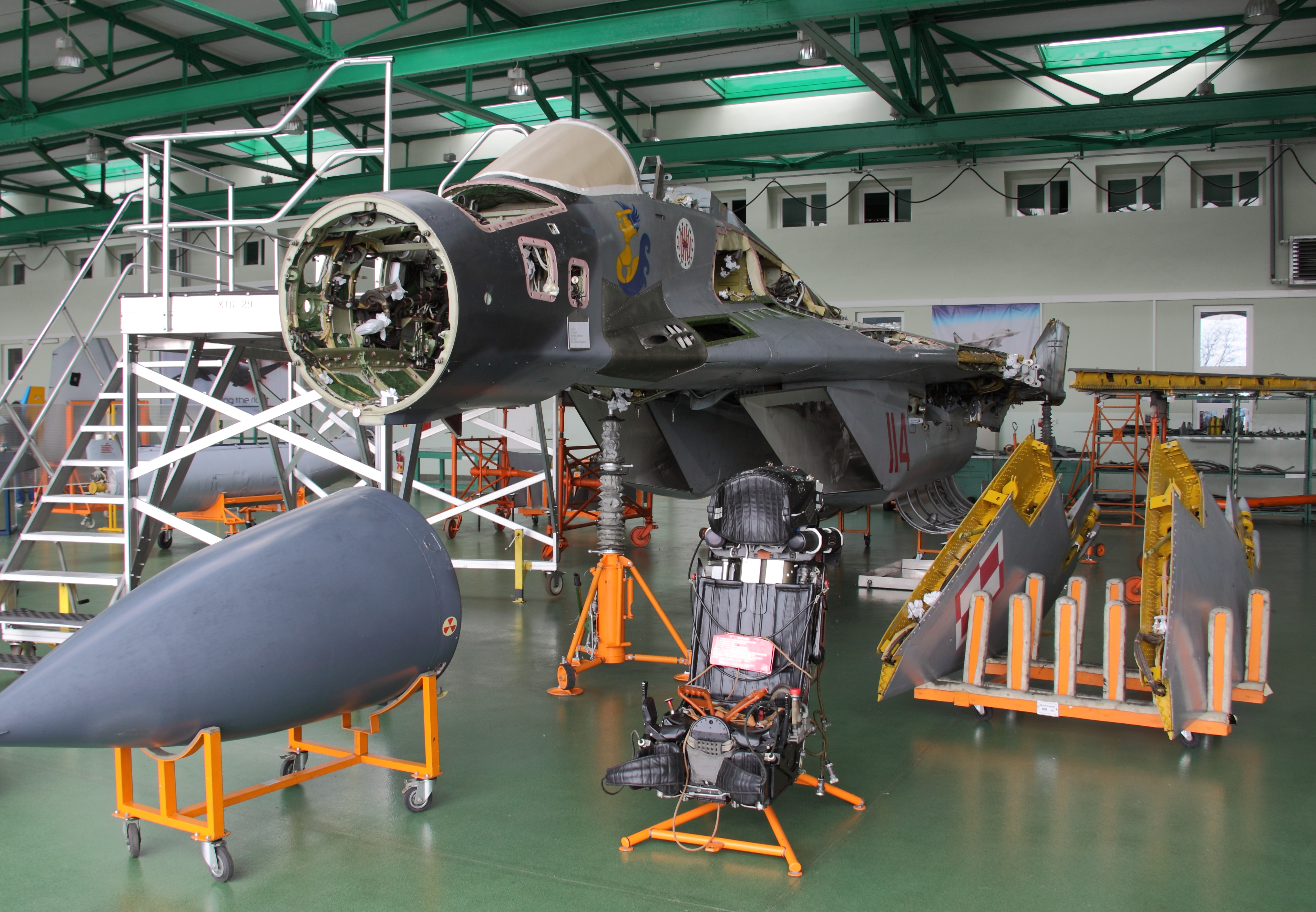
Un MiG-29 de la Fuerza Aérea Polaca desmontado para una revisión general.

Es un caza de combate puro, diseñado para misiones de combate aéreo contra otros aviones caza, a gran altitud y velocidad, de "alta maniobrabilidad", de peso medio, bimotor y doble estabilizador vertical, comparable en peso y tamaño, al caza occidental bimotor McDonnell Douglas F/A-18 Hornet, con bordes de ataque que se extienden desde las alas principales hasta los costados de la cabina y con potentes motores gemelos, instalados bajo el fuselaje central.
Este nuevo diseño permite a la nave tener una "alta maniobrabilidad" porque el borde de ataque ayuda a girar la nave, superando el diseño del anterior caza pesado MiG-25, que tenía las toberas de ingreso de aire a los motores, instaladas a los costados del fuselaje central, dificultando su giro.

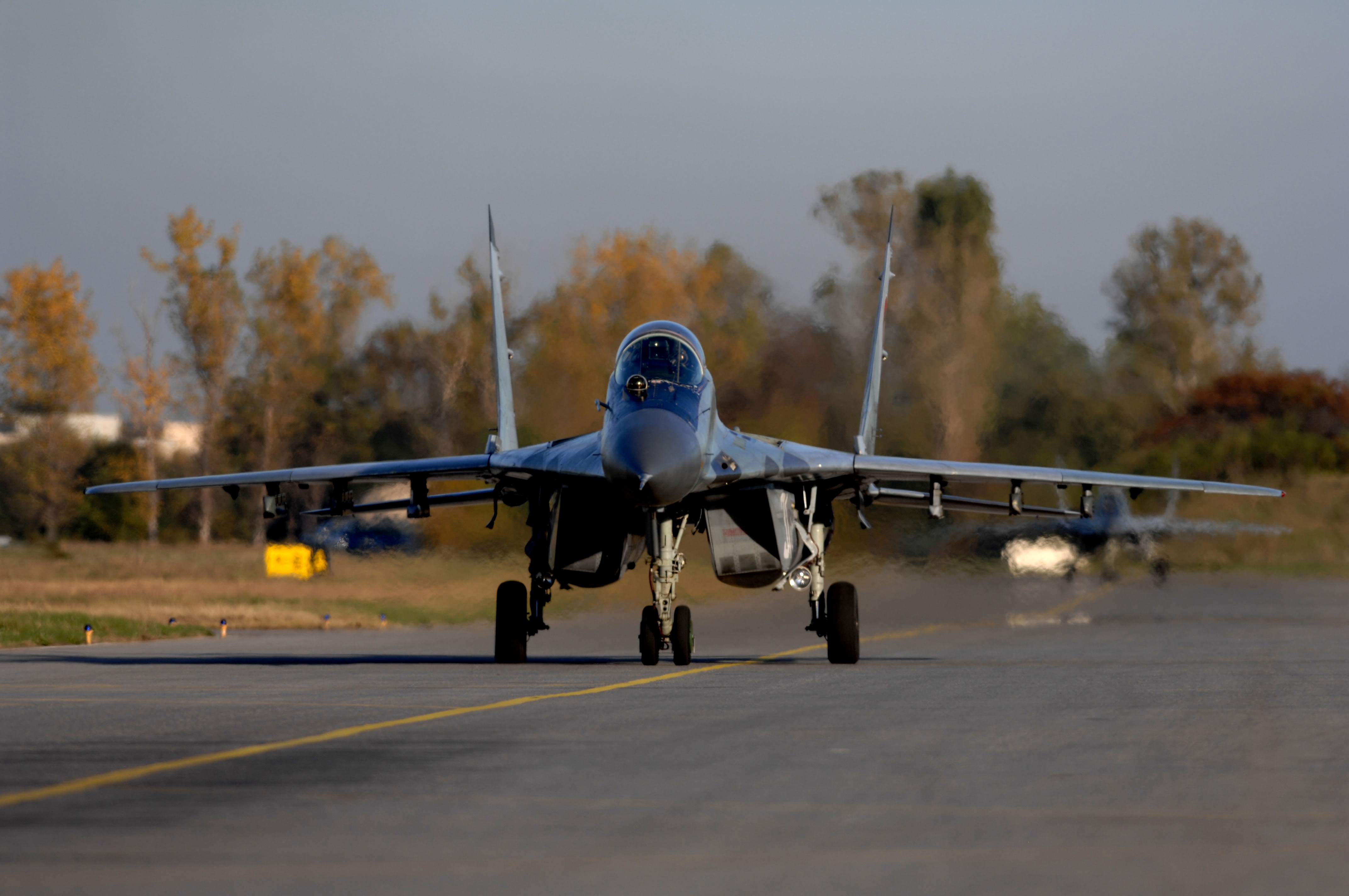
Vista frontal de un MiG-29A de la Fuerza Aérea de Bulgaria.

Esto también permite que la cabina de mando mantenga una posición alta, sobre los motores y las alas principales, le ofrece al piloto mayor visibilidad en combates cerrados dogfight y el fuselaje, permite mayor espacio interno para combustible, equipo electrónico y ofrece una elevación natural; el tren de aterrizaje principal se guarda a los costados externos de los motores gemelos, en la base de las alas, en forma similar al afamado caza naval F-14 Tomcat y el tren de aterrizaje delantero, se guarda bajo la cabina de mando, entre los motores gemelos, en forma similar al caza McDonnell Douglas F/A-18 Hornet.
Diseñado como un caza de combate bimotor de peso medio, doble deriva, y "alta maniobrabilidad", con un borde de ataque que se extiende desde las alas principales hasta los costados de la cabina de mando, para tener una mayor ventaja en combates cerrados dogfight, contra otros aviones caza occidentales, según las especificaciones del TsAGI (Tsentral'nyi Aerogidrodynamichesky Institut / Instituto Central de Investigación Aerodinámica e Hidrodinámica), el caza de superioridad aérea MiG-29, pronto se convirtió en el antagonista del caza polivalente occidental Lockheed Martin F-16 Fighting Falcon, aunque con un tamaño y peso mayor, similar al del caza bimotor McDonnell Douglas F/A-18 Hornet y siendo diseñado especialmente, para sobrepasar a estos en agilidad, maniobrabilidad y velocidad máxima.

### Propulsión

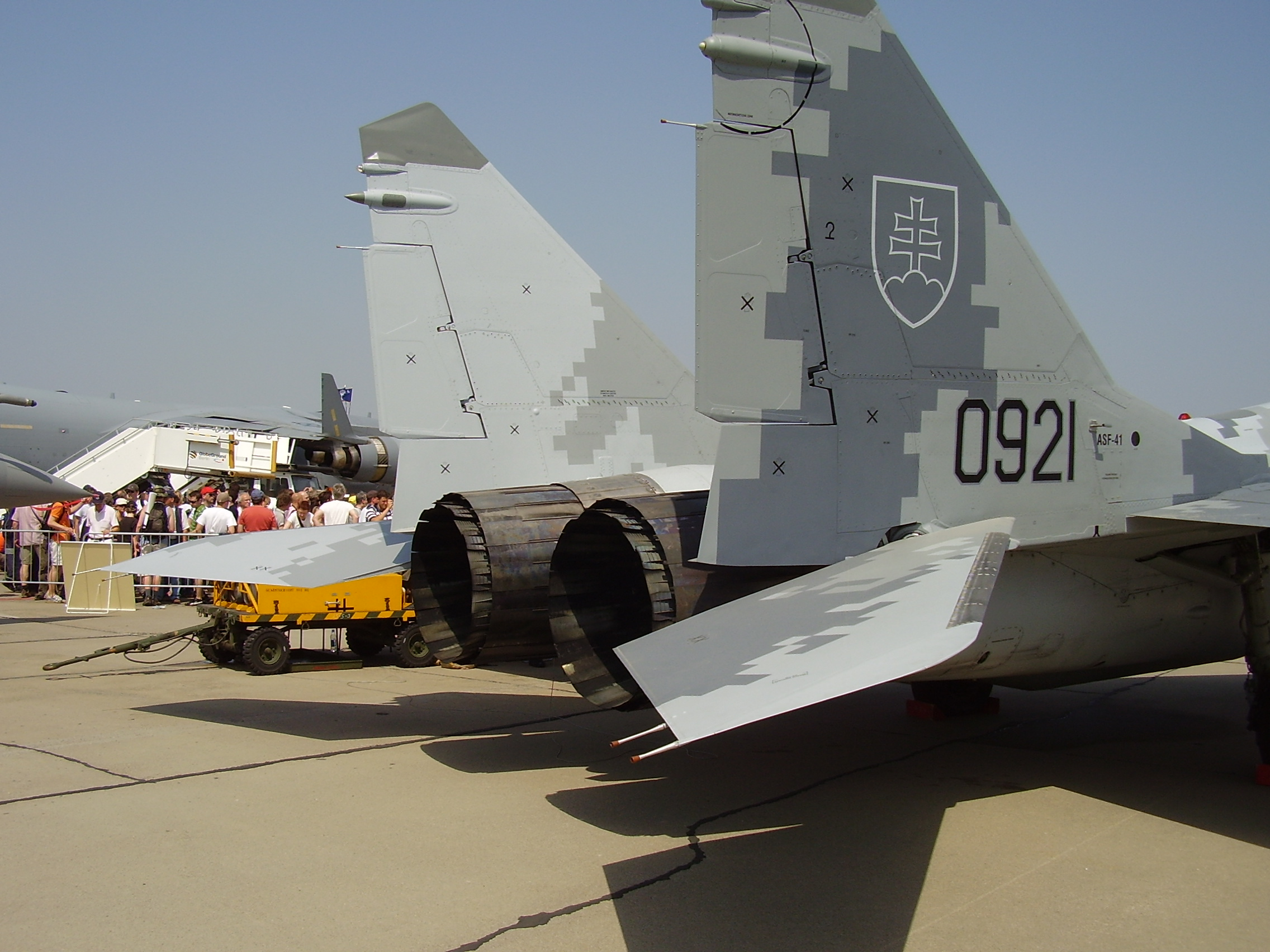
Toberas de los motores Klimov RD-33 de un MiG-29.

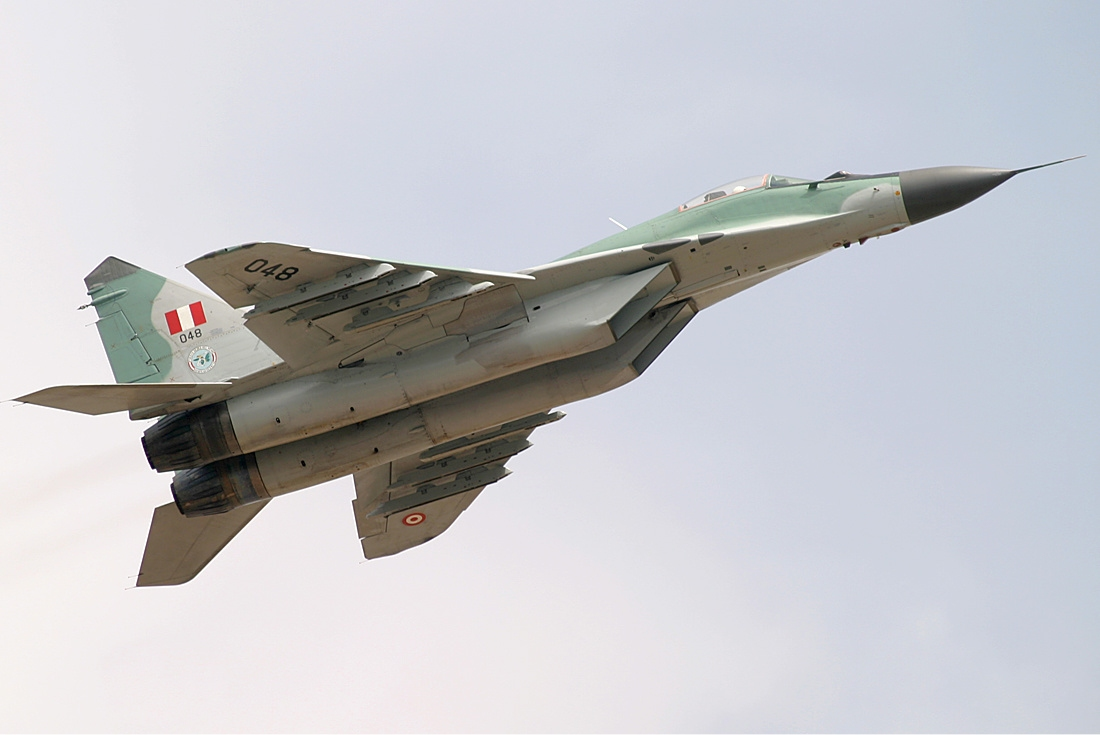
Vista inferior de un MiG-29SE de la Fuerza Aérea del Perú.

El tren de aterrizaje delantero de dos ruedas, estaba instalado muy cerca de las toberas de ingreso de aire a los motores, que por el nuevo diseño de la nave, estaban posicionados bajo el fuselaje central, muy bajos y cerca del suelo, para evitar que ingresen al motor, piedras, basura, agua y nieve, que podrían salpicar desde las ruedas delanteras, para luego, ser absorbidas por el flujo de ingreso de aire a los motores y afectar, la potencia de los motores, en el momento del despegue y aterrizaje, se diseñó un nuevo y único, sistema de compuertas auxiliares sobre los motores, que se abren junto a la cabina de mando, en la base de las alas, para permitir el ingreso de aire a los motores desde arriba y cerrar en forma momentánea, la entrada principal de las toberas de aire de los motores gemelos, con unas compuertas grandes, que bajan para evitar que ingresen piedras y basura a los motores, desde abajo, sin afectar el rendimiento y la potencia de la nave, justo en el momento del despegue y aterrizaje.
Esta es una solución de diseño, única y original, del equipo de trabajo de la oficina de diseño de Mikoyan y una característica especial del MiG-29, que lo diferencia de otros aviones de combate, y le permite aterrizar con seguridad, en pistas no preparadas, aeropuertos comerciales y carreteras.
Luego, con varias mejoras, podía aumentar su alcance en combate, con una sonda externa de combustible, instalada al costado izquierdo de la cabina de mando, del tipo canasta y manguera flexible, también podía transportar bombas de caída libre y misiles navales antibuque, para misiones de ataque naval, comparables a las del afamado cazabombardero francés Dassault-Breguet Super Étendard, que revolucionó el combate naval moderno en la guerra de las Malvinas.

### Cabina

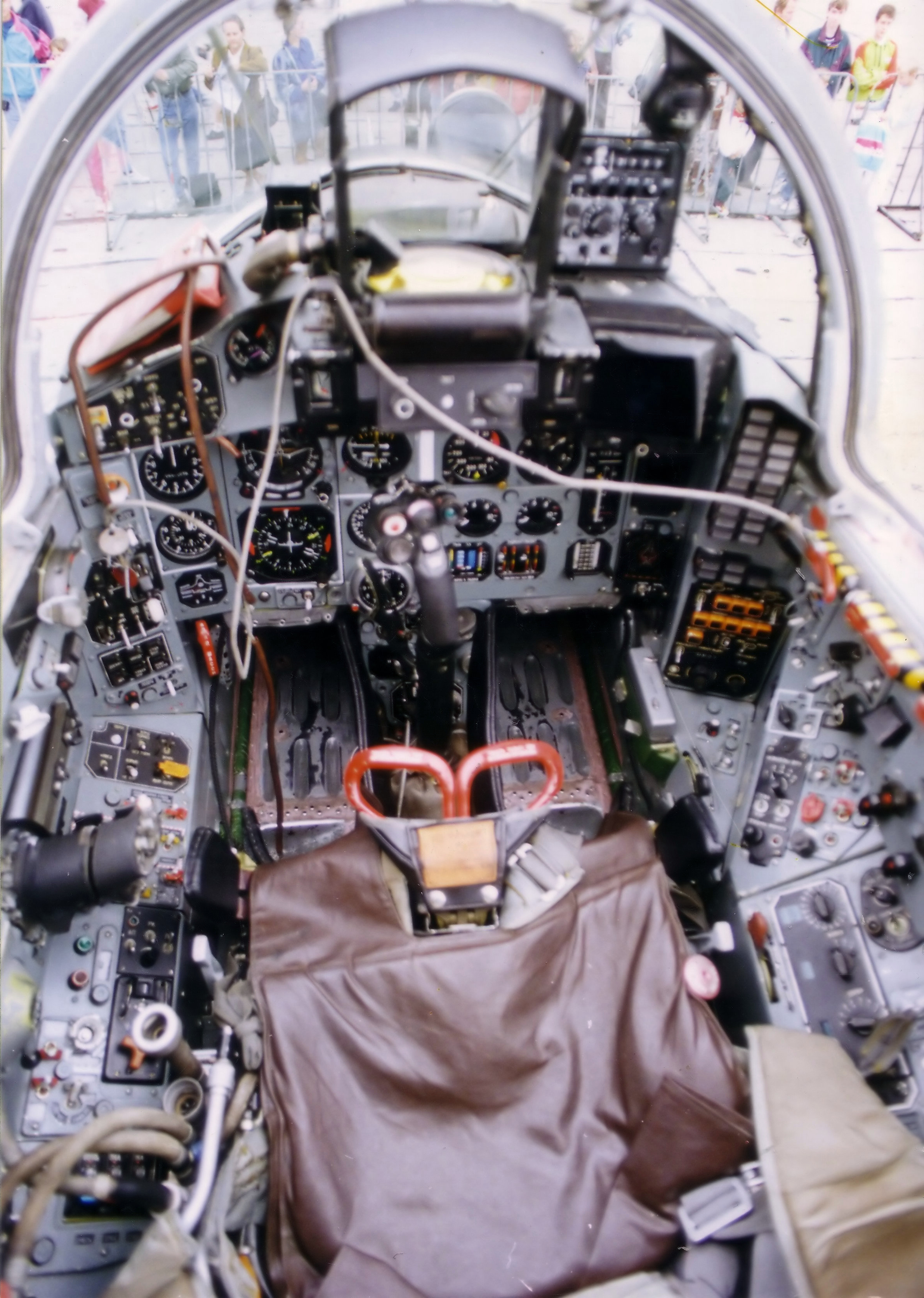
Cabina de un MiG-29 sin modernizar, con instrumentos analógicos.

La cabina del MiG-29 cuenta con una palanca de control central convencional y el mando de aceleración de los motores en el lado izquierdo. Los instrumentos son convencionales, con una pantalla de visualización frontal (HUD) y una pantalla montada en casco Shchel-3UM, pero sin capacidad HOTAS. Parece ser que se hizo más énfasis en crear una cabina similar al anterior MiG-23 y otros aviones soviéticos para facilitar la conversión, en lugar de conseguir una mayor ergonomía. No obstante, la cabina del MiG-29 tiene una visibilidad sustancialmente mejor que la mayoría de los anteriores cazas de reacción soviéticos, gracias a una cabina de burbuja situada en una posición muy elevada. El piloto va sentado en un asiento eyectable tipo cero-cero Zvezda K-36DM que ofrece un muy buen rendimiento en escapes de emergencia.
Los modelos actualizados incluyen una cabina de "cristal" con modernas pantallas multifunción de cristal líquido (LCD) y controles HOTAS que permiten al piloto pilotar la aeronave sin mover las manos de la palanca de control y del mando de aceleración.

### Mandos de vuelo
Contrario al diseño inestable del caza occidental F-16 controlado por cables Fly-by-wire, el MiG-29, apuesta por un diseño más estable, pero optimizado para ser más maniobrable, con dos estabilizadores verticales grandes, largos y extendidos, sobre los motores gemelos hasta las alas principales, que ofrecen mayor estabilidad a gran velocidad y altitud, y permiten hacer giros cerrados, en maniobras de combate extremas, en combinación con su borde de ataque largo y extendido, desde las alas principales hasta la cabina de mando. Aunque existe una computadora analógica a bordo de la nave, que limita las maniobras de alta Gs y alfas del caza, ésta se puede desactivar, permitiendo exigir al avión más allá de los límites establecidos, para las maniobras de combate en su diseño original.

### Sensores

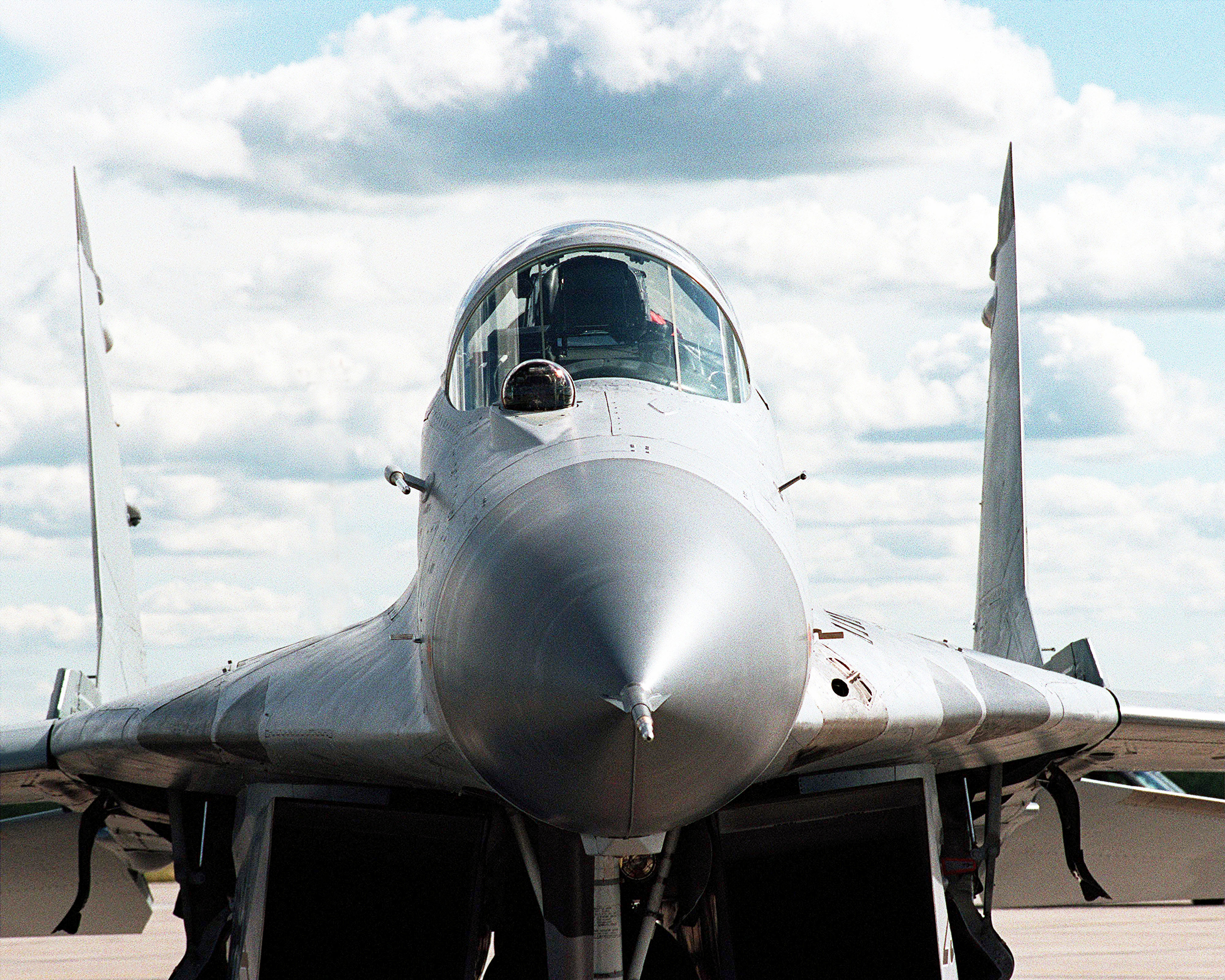
En este MiG-29 alemán se puede ver el sensor de búsqueda y seguimiento por infrarrojos (IRST) justo delante de la cabina.

Su principal ventaja para combate contra otros aviones caza de la época en que surgió, radicaba en un nuevo sistema de puntería integrado en el casco del piloto (IRST), diseñado en forma paralela en el caza pesado Su-27, que es un pequeño domo con una cúpula transparente sobre el cono del Radar, con un sistema de búsqueda y seguimiento del objetivo enemigo por infrarrojos IRST, que va montado sobre el cono del Radar, en el lado derecho del parabrisas de la cabina de mando, funciona en dos bandas de radiación infrarroja y se utiliza, junto con el Radar de la nave, en una misión de combate "aire-aire" contra otros aviones caza en combate cerrado dogfight, funciona como un sistema de búsqueda y seguimiento por infrarrojos (IRST), proporcionando detección y seguimiento del objetivo pasivo. En posteriores versiones mejoradas del MiG-29, también podía servir para una misión de combate "aire-superficie", realiza identificación y localización de objetivos. También proporciona ayuda de navegación y de aterrizaje, está enlazado con el visor montado en el casco del piloto, con un sensor que gira en forma permanente, mide la distancia del avión enemigo, sin necesidad de alertar al avión enemigo con la señal del radar de la nave y le informa al piloto, cuando disparar un misil en forma silenciosa, junto con el misil R-73 lo convertía en un caza excelente para combates cerrados dogfight. Así, los aviones occidentales tenían superioridad a distancias del orden de 40 millas, más allá del rango visual del piloto, dada su aviónica más avanzada, pero a distancias cortas, de unas 5 o 10 millas el MiG-29 se convertía en un adversario muy peligroso.

### Armamento

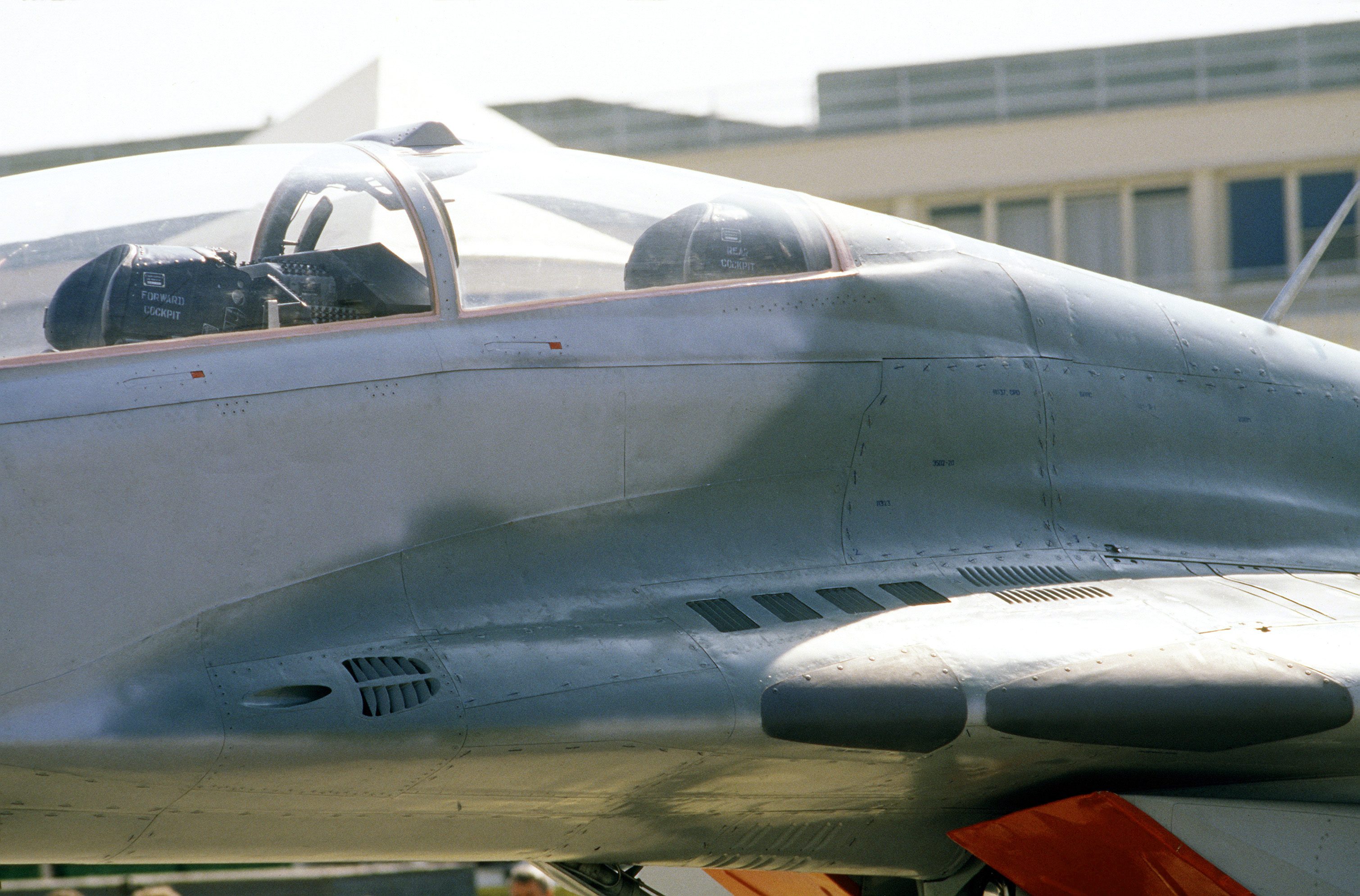
En esta foto se puede ver la posición del cañón interno en el encastre alar izquierdo.

El armamento para el MiG-29 incluye un solo cañón GSh-30-1 de 30 mm (1,18 pulgadas) en la raíz del ala de babor. Este originalmente tenía un cargador de 150 balas, que se redujo a 100 rondas en variantes posteriores, que solo permite unos segundos de disparo antes de quedarse sin munición. Los aviones MiG-29B de producción original no pueden disparar el cañón cuando llevan un tanque de combustible de línea central, ya que bloquea el puerto de expulsión del proyectil. Esto fue corregido en el MiG-29S y versiones posteriores.

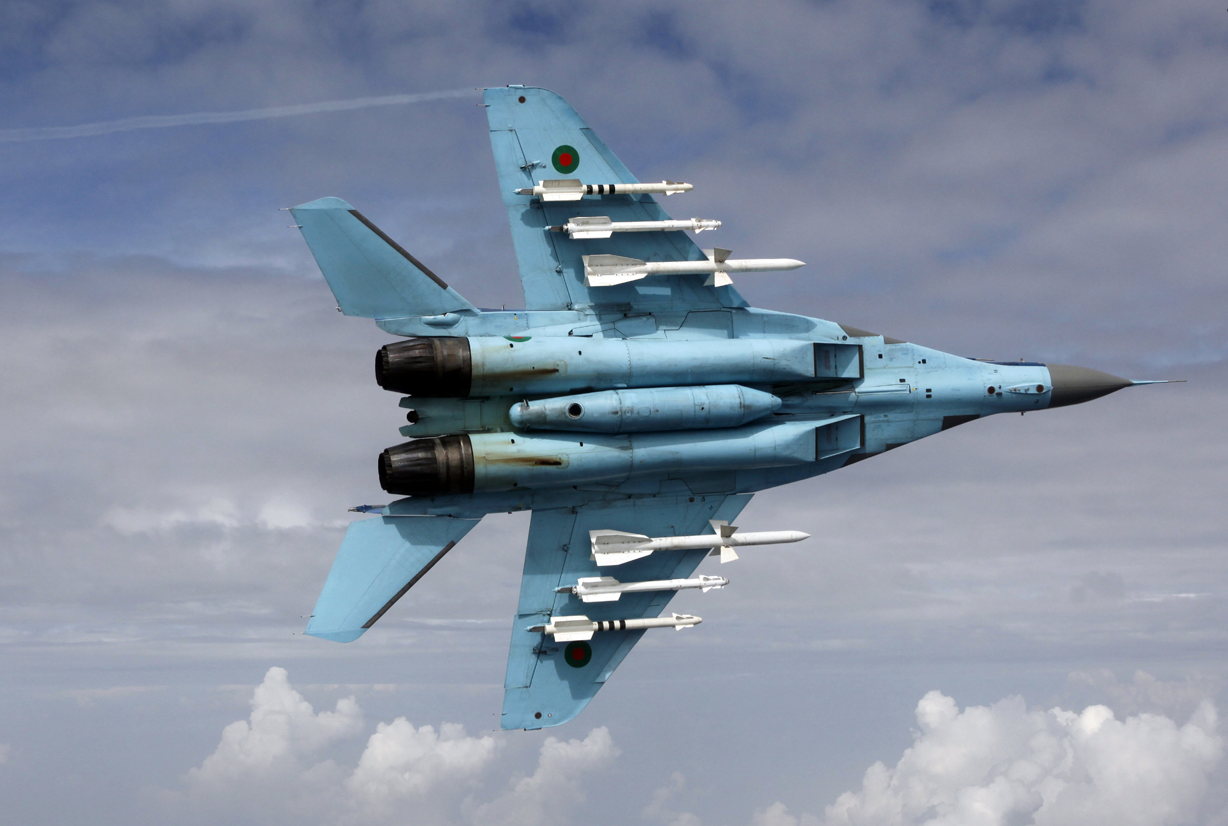
Un MiG-29B de la Fuerza Aérea de Bangladesh mostrando su vientre completo. Muestra los seis pilones subalares que transportan misiles aire-aire R-27 y R-73. El tanque de combustible de la línea central se ve con un conducto de escape APU.

Se proporcionan tres pilones debajo de cada ala (cuatro en algunas variantes), para un total de seis (u ocho). Los pilones internos pueden transportar un tanque de combustible de 1.150 L (250 imp gal; 300 US gal), un misil aire-aire de mediano alcance Vympel R-27 (AA-10 "Alamo"), o bombas o cohetes no guiados. Algunos aviones soviéticos podrían llevar una sola bomba nuclear en la estación intraborda del puerto. Los pilones exteriores generalmente llevan misiles aire-aire R-73 (AA-11 "Archer"), aunque algunos usuarios aún conservan el R-60 más antiguo (AA-8 "Aphid"). Un solo tanque de 1,500 L (330 imp gal; 400 US gal) se puede instalar en la línea central, entre los motores. [cita requerida]
Estados Unidos ha suministrado misiles AGM-88 HARM a Ucrania. Parece que son disparados desde MiG-29. Solo se reveló después de que las fuerzas rusas mostraron imágenes de una aleta caudal de uno de estos misiles. Estados Unidos El subsecretario de Defensa para Políticas, Colin Kahl, ha dicho esto: "Solo señalaría dos cosas. Uno, ya sabes, se habló mucho sobre el tema del MiG-29 hace varios meses, no se ha notado mucho sobre la gran cantidad de piezas de repuesto y otras cosas que hemos hecho para ayudarlos a poner más de sus propios MiG-29 en el aire y mantener a los que están en el aire volando por un período de tiempo más largo. Y luego también, en los recientes paquetes de PDA [Autoridad de Reducción Presidencial] hemos incluido una serie de misiles anti-radiación que pueden ser disparados desde aviones ucranianos. Pueden tener efectos en los radares rusos y otras cosas". Los aviones de la era soviética no tienen la arquitectura informática para aceptar armas estándar de la OTAN. La interfaz sería difícil; Sin embargo, con una "modificación cruda", como una tableta electrónica, sería posible.

### Carencias
Se han superado sus características más criticadas, como eran el radio de combate y limitaciones en electrónica, para la cabina de mando que tenía instrumentos de control analógicos tipo reloj, y en la capacidad del radar, las segundas fueron corregidas parcialmente con la nueva versión mejorada MiG-29 S-13 "Fulcrum-C" (Product 9.13S), la cual puede localizar 10 objetivos y atacar simultáneamente 2 blancos, lo mismo para su versión de exportación MiG-29 SE. Muy mejoradas en la versión SM que localiza 10 objetivos, los clasifica por nivel de riesgo y ataca simultáneamente a 4, al igual que la versión más completa SMT. Las mejores versiones, que incluyen algunos sistemas occidentales, son el MiG-29K/UK y el nuevo caza MIG-29M mejorado o el MiG-35, equipados con una nueva cabina de mando, nuevas pantallas planas tipo LCD en color, de información completa al piloto.

## Variantes

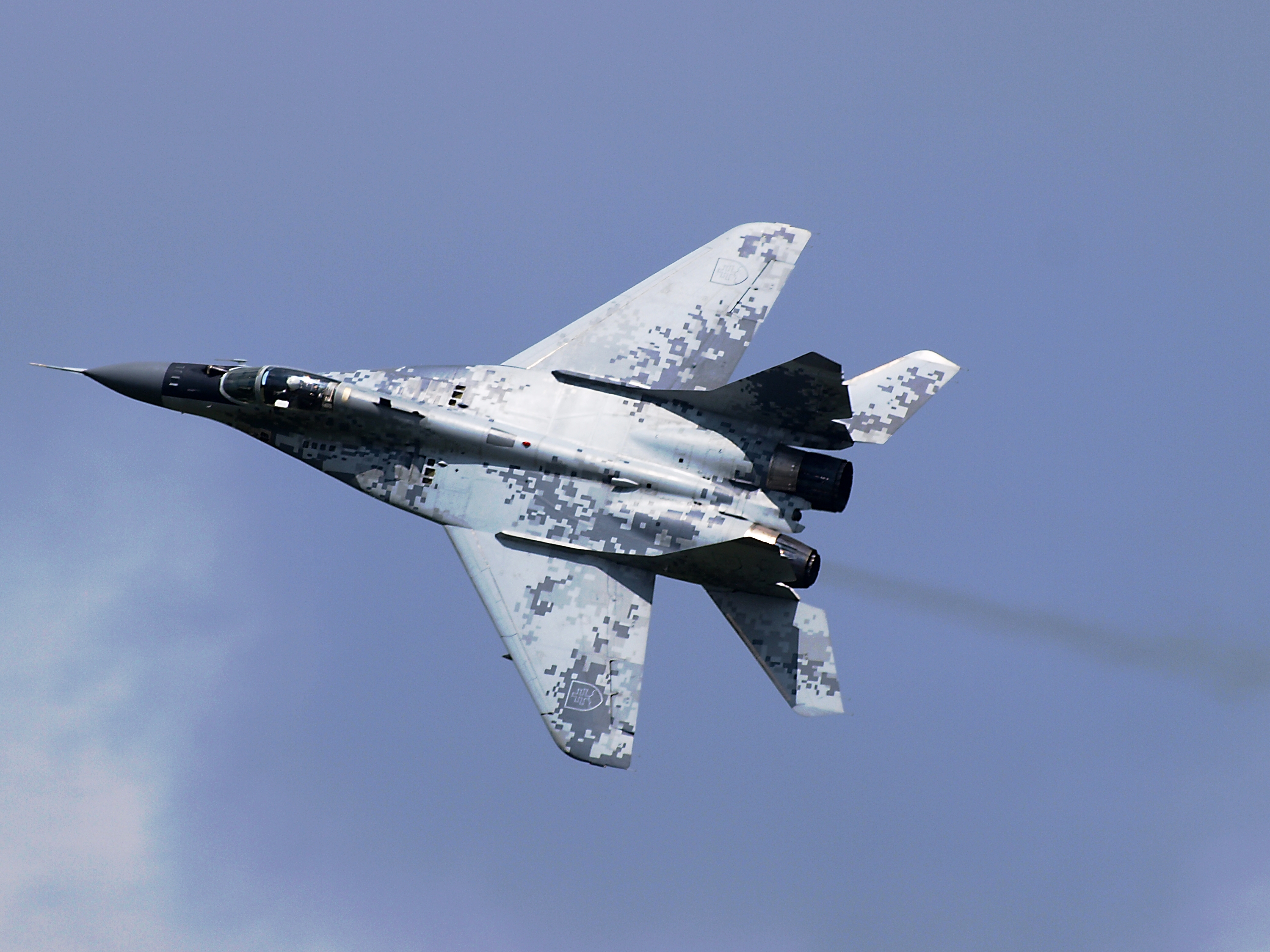
MiG-29AS de la Fuerza Aérea Eslovaca con camuflaje pixelado. En esta foto se puede apreciar el funcionamiento asimétrico de las toberas.

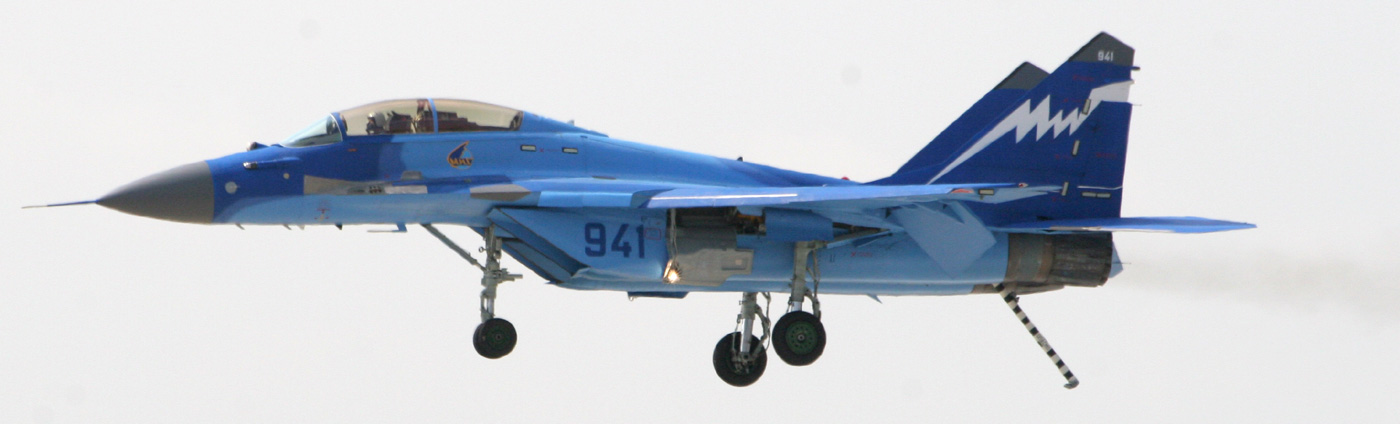
MiG-29K en la exhibición MAKS de 2007 simulando un apontaje con el gancho de parada desplegado.

Actualmente la Fuerza Aérea Rusa está llevando a cabo varios programas en los cazas MiG-29 que contemplan: la modernización de los equipos de aviónica para adaptarse a los estándares de la OTAN y de la Organización de Aviación Civil Internacional, la ampliación de la vida de servicio del avión a 4.000 horas de vuelo (40 años), la mejora de las capacidades de combate y la fiabilidad, y mejoras de seguridad. En 2005 la Corporación MiG comenzó la producción de una nueva familia de cazas polivalentes de la generación 4++ basada en el MiG-29K y el MiG-29M, el MiG-35.

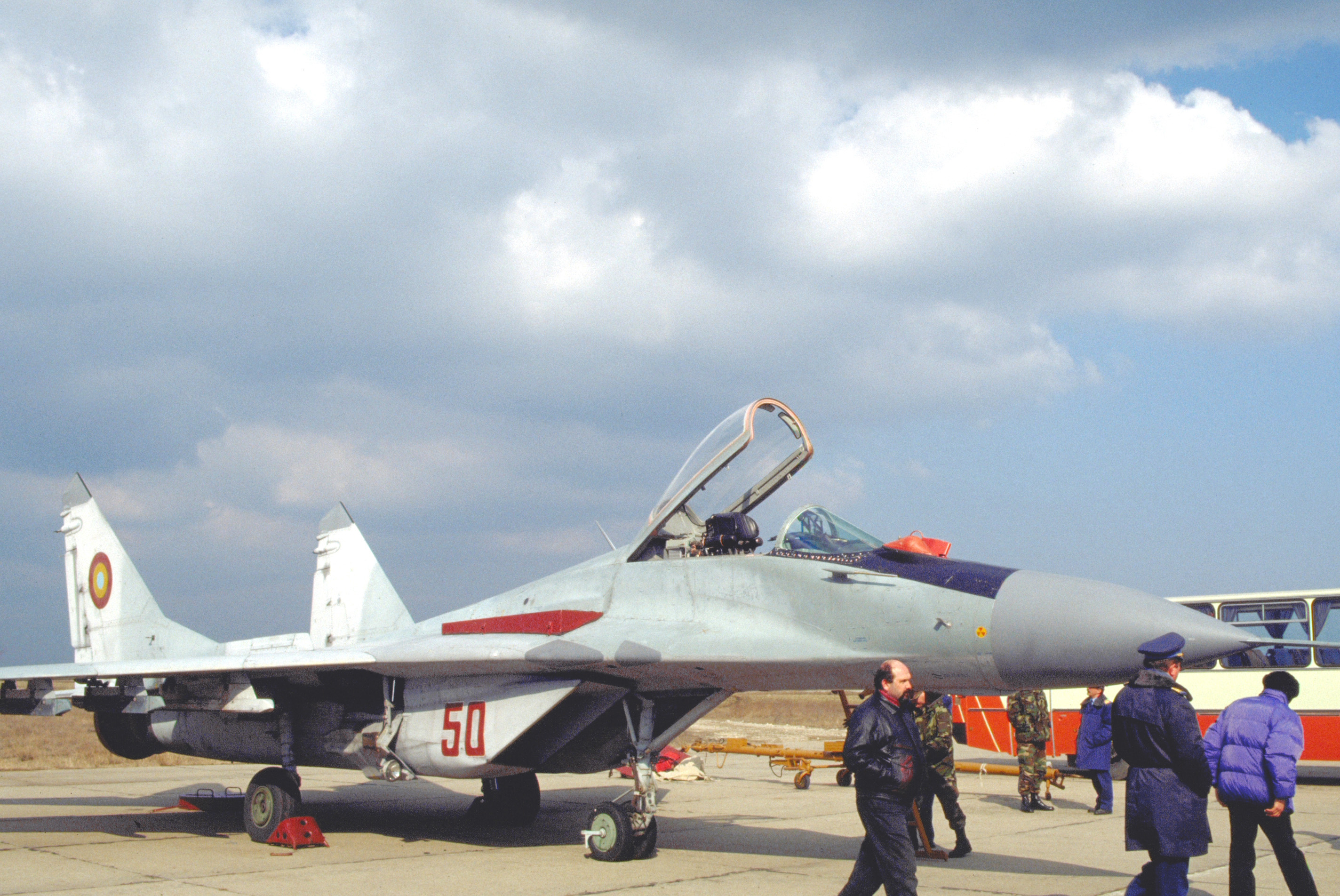
Un MiG-29 "Fulcrum-A" de la Fuerza Aérea Rumana en 1996.

Mig-29A
Primera versión del Mig-29 para uso exclusivo en la fuerza Aérea Rusa/Soviética y la fuerza Aérea de Irán.
MiG-29 (Producto 9.12A)
Primera versión de producción,entró en servicio en 1983 exclusivamente para países del Pacto de Varsovia. Su designación OTAN es "Fulcrum-A".
MiG-29B (Producto 9.12B)
Versión degradada para exportar a naciones ajenas al Pacto de Varsovia. Carece del sistema de lanzamiento de armas nucleares y los sistemas de radar, contramedidas electrónicas e identificación amigo-enemigo eran inferiores a la versión original. Su designación OTAN es "Fulcrum-A".
MiG-29UB-12 (Producto 9.51)

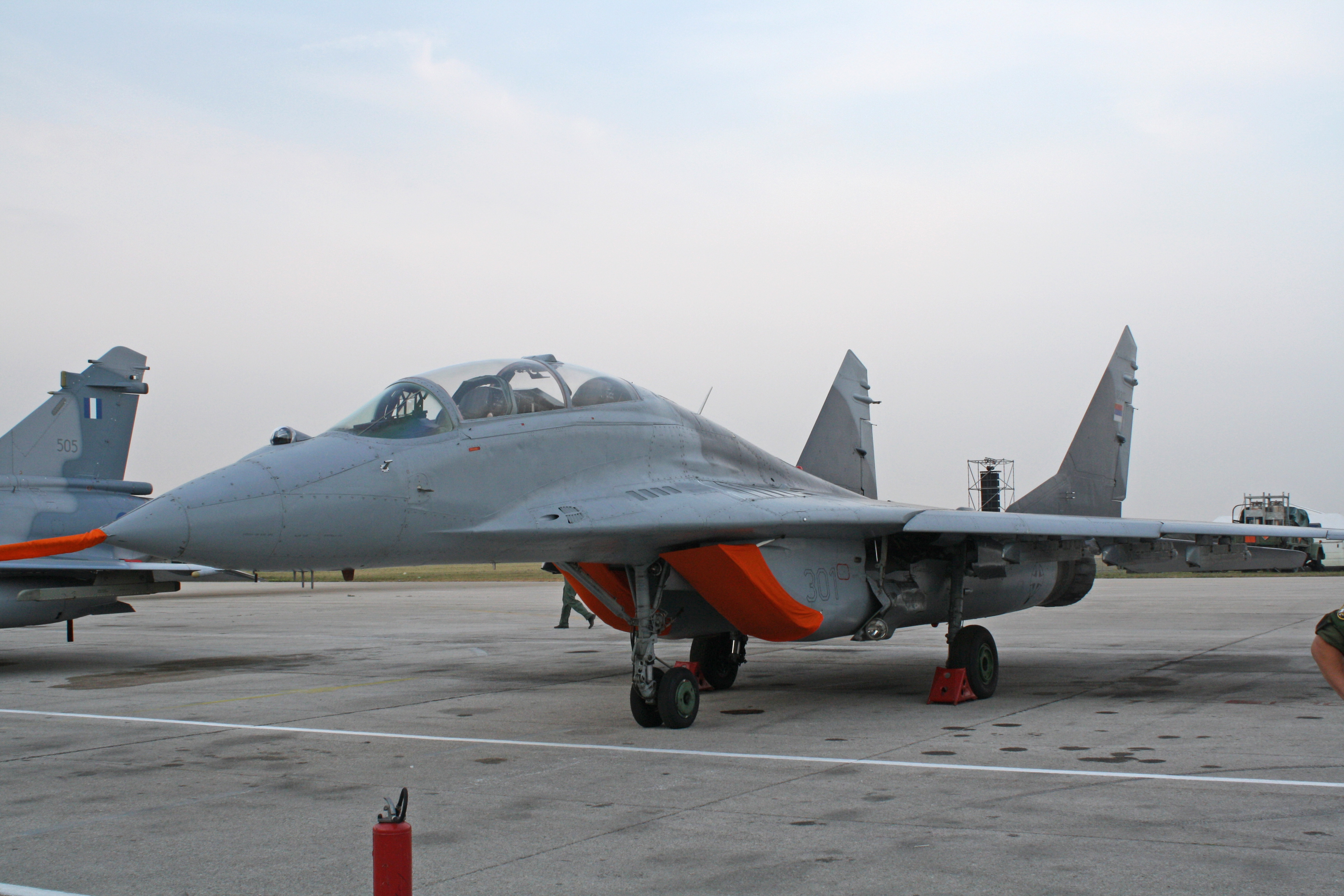
Un MiG-29UB de la Fuerza Aérea Serbia en 2009.

Versión biplaza de entrenamiento. No tiene radar, sólo dispone de sensor infrarrojo. Su designación OTAN es "Fulcrum-B".
MiG-29S
El MiG-29S es similar en su apariencia externa a la estructura de los antiguos MiG-29B excepto en la joroba dorsal detrás de la cúpula de la cabina. Las diferencias empiezan con las mejoras en el sistema de control de vuelo. Cuatro nuevos ordenadores proporcionan un aumento en la estabilidad y una mejor controlabilidad con un incremento de 2° en el ángulo de ataque. Su sistema de control de vuelo hidráulico-mecánico mejorado permite un mayor control de las superficies aerodinámicas. La joroba dorsal del MiG-29S, apodada en inglés como “Fatback”, originalmente se pensaba que eran para portar combustible adicional, pero en realidad, la mayor parte de su volumen se usa para albergar el nuevo sistema de contramedidas electrónicas L-203BE Gardenia-1.
El MiG-29S puede portar tanques de combustible externos de 1.150 litros bajo las alas y en el pilón central bajo el fuselaje. Los puntos de anclaje subalares del lado interno fueron mejorados para posibilitar una configuración de pilón en tándem para montar una mayor carga de amas (4.000 kg). El peso bruto máximo general del avión aumentó a 20.000 kg. Se modificó la portilla de salida de cartuchos gastados del cañón GSh-30-1 para permitir el disparo de esta arma con un tanque de combustible auxiliar anclado en el pilón central. Las mejoras también admitieron el uso de nuevos misiles aire-aire de mayor alcance como el R-27E (AA-10 "Alamo") y R-77 (AA-12 "Adder").
Inicialmente, la aviónica del MiG-29S sólo añadía un nuevo sistema de búsqueda y rastreo por infrarrojos (IRST) combinado con un mejor sistema de entrenamiento integrado que permite la simulación de blancos de radar y del sensor infrarrojo. Sin embargo, el kit de mejora final del MiG-29S también prevería el radar Phazotron N019M y más equipo de prueba incorporado (especialmente para el radar) para reducir la dependencia de equipos de apoyo en tierra; MiG MAPO llamó a este modelo MiG-29SD. La revisión de los algoritmos de los sistemas de armas en el software del MiG-29S, en combinación con un incremento en la capacidad de procesamiento, permiten el rastreo de hasta 10 blancos a la vez y el ataque simultáneo a dos de ellos con misiles R-77.
El MiG-29S también tiene capacidad de ataque a tierra limitada mediante municiones no guiadas, pero con intención de transformar el MiG-29 en un verdadero caza polivalente, MAPO diseñó la variante MiG-29SM con la aviónica necesaria para portar y lanzar armamento guiado de precisión aire-superficie. Las mejoras "SE/SD/SM" en el MiG-29S, en combinación con la disposición de fondos de desarrollo disponibles para el MiG-29K, dieron a MAPO el incentivo para seguir adelante con el caza polivalente Mikoyan MiG-29M, conocido extraoficialmente como "Super Fulcrum".
El rendimiento en vuelo del MiG-29S se vio reducido ligeramente debido al peso extra de la aviónica y combustible adicionales. Solamente fueron producidos 48 MiG-29S de fabricación nueva para la Fuerza Aérea Militar de Rusia antes de que fuera recortada la financiación. De este número, se desconoce cuántos aparatos son de la versión de superioridad aérea "S" estándar y cuantos son de la versión polivalente "SM". La designación OTAN del MiG-29S es "Fulcrum-C".
MiG-29S-13 (Producto 9.13)
Variante del MiG-29 similar al Producto 9.12 con una joroba dorsal más abultada que contiene combustible adicional y un interferidoR activo de guerra electrónica Gardenia. El Producto 9.13S comparte la misma célula del 9.13 pero incrementa la carga externa de armas hasta los 4.000 kg y puede montar dos tanques de combustible subalares. Incluye la versión de radar mejorada N019ME Topaz, que permite rastrear 10 blancos al mismo tiempo y atacar 2 de ellos simultáneamente. Compatible con el misil aire-aire de medio alcance guiado por radar activo Vympel R-77 (AA-12 "Adder"). Su designación OTAN es "Fulcrum-C".
MiG-29SM (Producto 9.13M)
Versión similar al Producto 9.13 pero con la capacidad polivalente para lanzar misiles aire-superficie y bombas guiadas por láser y por TV. Su designación OTAN es "Fulcrum-C".
MiG-29G/MiG-29GT
MiG-29G de la Luftwaffe en 2003.MiG-29GT de la Luftwaffe en 1993. Modernización llevada a cabo por la Luftwaffe alemana en los MiG-29 y MiG-29UB heredados de la antigua Alemania Oriental para adaptarlos a los estándares de la OTAN. Los trabajos fueron realizados por MiG Aircraft Product Support GmbH (MAPS), una empresa conjunta entre la firma rusa MiG Moscow Aviation Production Association y la alemana DaimlerChrysler Aerospace (DASA) en 1993. En 2003 fueron transferidos a la Fuerza Aérea Polaca.
MiG-29AS/MiG-29UBS (MiG-29SD)
Modernización llevada a cabo por la Fuerza Aérea Eslovaca en sus MiG-29/MiG-29UB para adaptarlos a los estándares de la OTAN. Los trabajos fueron realizados por RAC MiG y empresas occidentales a partir de 2005. Esta versión dispone de sistemas de navegación y comunicación Rockwell Collins, un sistema de identificación amigo-enemigo (IFF) BAE Systems, una nueva cabina de cristal con pantallas multifunción LCD y procesadores digitales, está preparado para ser integrado con equipamiento occidental en el futuro. Sin embargo, la gama de armamento del caza continúa siendo la misma. En febrero de 2008 habían sido modernizados y puestos en servicio 12 de los 21 aviones que formaban la antigua flota de MiG-29 de Eslovaquia.
MiG-29 Sniper
Modernización prevista para los MiG-29 de la Fuerza Aérea Rumana que sería llevada a cabo por empresas israelíes. El primer vuelo de un ejemplar de esta versión fue el 5 de mayo de 2000. Pero los MiG-29 rumanos fueron retirados de servicio en 2003 por culpa de los altos costes de mantenimiento, lo que llevó a la decisión del Gobierno de Rumanía de suspender el programa de actualización del MiG-29 y destinar más inversión en el programa MiG-21 Lancer.
MiG-29M / MiG-33 (Producto 9.15)
Versión avanzada polivalente. El MiG-29M tiene una estructura rediseñada, en lugar de controles de vuelo mecánicos incorpora un sistema fly-by-wire, y es propulsado por la versión de motores RD-33 Serie 3M. Su designación OTAN es "Fulcrum-E".
MiG-29UBM (Producto 9.61)
Versión biplaza de entrenamiento del MiG-29M que no llegó a fabricarse. Continuó bajo la designación MiG-29M2.
MiG-29K (Producto 9.31)

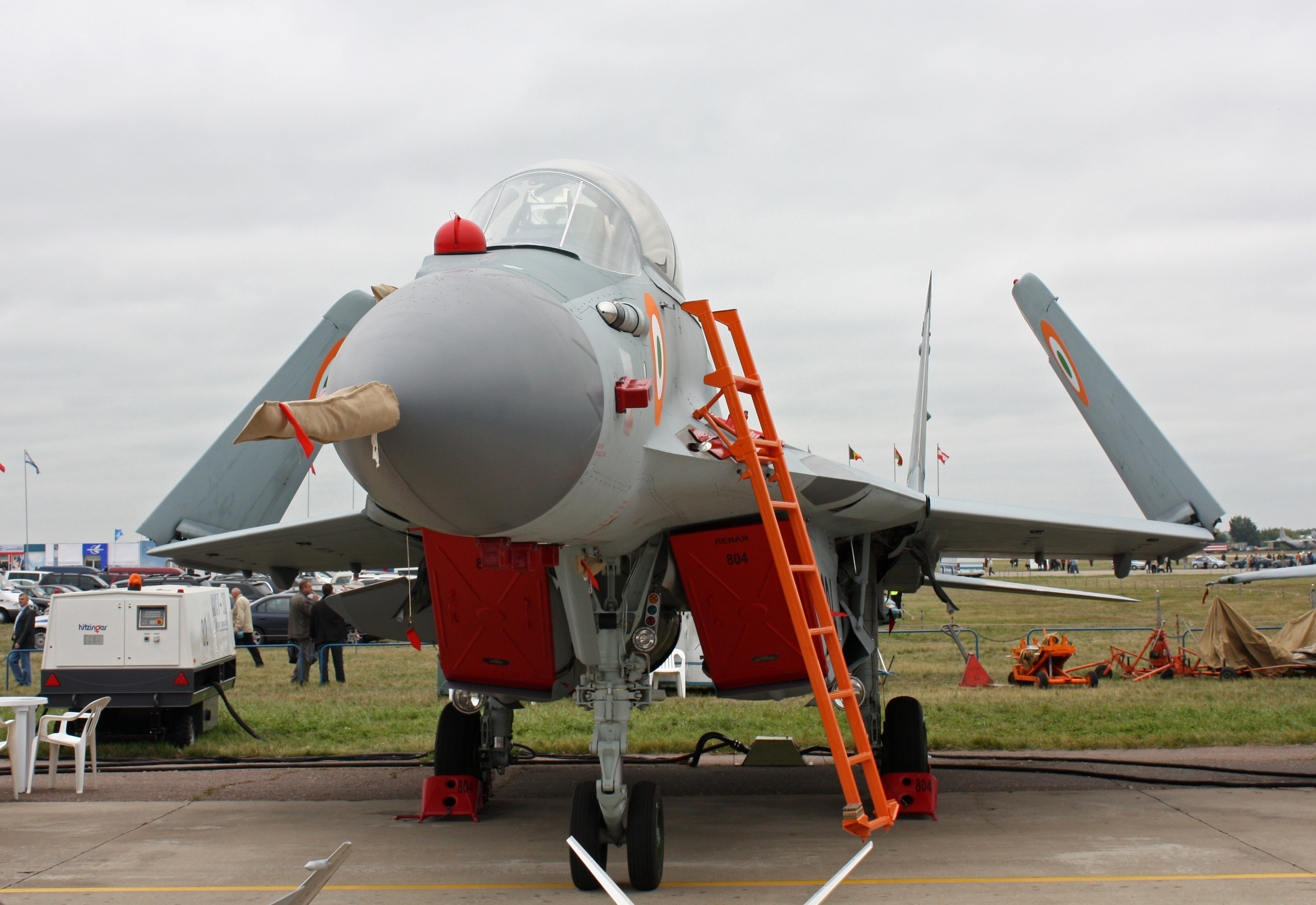
MiG-29K de la Fuerza Aérea India con las alas plegadas.

 Variante naval basada en el MiG-29M en la que la letra ‘K’ hace referencia a la expresión rusa ‘Korabelnogo bazirovaniya’, que significa «basado en buques». Incorpora modificaciones para operar como avión embarcado como las alas plegables, un gancho de parada, y un tren de aterrizaje reforzado. Originalmente planeado para los portaaviones de la clase Almirante Kuznetsov, había recibido la aprobación del Ministerio de Defensa Ruso para su producción en serie pero el programa fue paralizado en 1992 debido al cambio en la doctrina militar rusa y problemas financieros del estado. No obstante, en 1999 la Corporación MiG relanzó el programa realizando mejoras vitales al diseño previo. El 20 de enero de 2004 la Marina India firmó un contrato por 12 monoplazas MiG-29K y 4 biplazas MiG-29KUB. Las modificaciones hechas a petición de la Marina India son ahora el estándar de toda la producción, y aunque es confuso, por compartir la designación, esta tiene diferencias notables en electrónica con el MiG-29K promisorio. Las versiones MiG-29K y MiG-29KUB actualmente producidas comparten una misma cubierta de cabina de tamaño biplaza. El MiG-29K cuenta con revestimientos absorbentes de radar para reducir la firma radar del avión. Las pantallas de la cabina consisten en una pantalla de visualización frontal HUD y tres pantallas multifunción LCD a color (siete en el biplaza MiG-29KUB) con el sistema de puntería montado en casco Topsight E. Dispone de una gama de armamento totalmente compatible con las versiones MiG-29M y MiG-29SMT. Su designación OTAN es "Fulcrum-D".
MiG-29KUB (Producto 9.47)
Tiene las mismas características del MiG-29K pero con una configuración de dos asientos en tándem. Esta versión sirve para entrenar a los pilotos de MiG-29K, pero al mismo tiempo dispone de plena capacidad de combate. El primer MiG-29KUB desarrollado para la Marina India realizó su primer vuelo en el centro de pruebas Zhukovsky en Rusia el 22 de enero de 2007. Su designación OTAN es "Fulcrum-D".
MIG-29KVP
Prototipo basado en el producto 9.12 pero con gancho de apontaje. Utilizado para pruebas de despegues y apontajes desde tierra por la Armada Soviética.Actualmente en el Museo Central de la Fuerza Aérea de Rusia, Mónino.
MiG-29SMT (Producto 9.17)
La versión MiG-29SMT es un paquete de actualización para los MiG-29 de primera generación (9.12 a 9.13) que contiene muchas de las mejoras desarrolladas para el MiG-29M. Los tanques adicionales incluidos en una joroba dorsal de mayores dimensiones proporcionan un alcance máximo de 2.100 km (sin tanques externos). La cabina cuenta con unos controles tipo HOTAS mejorados, dos pantallas multifunción LCD a color de 152 × 203 mm y otras dos pantallas LCD monocromo más pequeñas. El radar mejorado Zhuk-ME ofrece características similares al MiG-29M. Los motores son actualizados a los RD-33 Serie 3 que ofrecen un empuje en postcombustión de 8.300 kgf (81,4 kN) cada uno. La carga de armas se incrementa a 4.500 kg en seis pilones subalares y un pilón central, con opciones de armamento similares a la variante MiG-29M. Esta actualización también está enfocada a aceptar aviónica y armas de origen no ruso.
MiG-29UBT (Producto 9.51T)
Actualización del MiG-29UB al estándar SMT. Usuarios conocidos de esta versión son Argelia y Yemen.
MiG-29UPG
Esta es una nueva modificación destinada a los MiG-29 usados por la Fuerza Aérea India. Este estándar, que voló por primera vez el 4 de febrero de 2011, incluye el nuevo radar Zhuk-ME, nueva aviónica y una sonda de reabastecimiento en vuelo, así como la versión mejorada Serie 3 de los motores RD-33. La modernización forma parte de un contrato por valor de 900 millones de dólares para actualizar 69 cazas de la flota india.
MiG-29M2 / MiG-29MRCA
Versión biplaza del MiG-29M con características idénticas al MiG-29M, pero con menor capacidad de combustible por culpa de la segunda plaza reduciendo su alcance a 1800 km. Se le dio una vez la designación MiG-29MRCA para fines de comercialización. Dio lugar al actual MiG-35.
MiG-29OVT

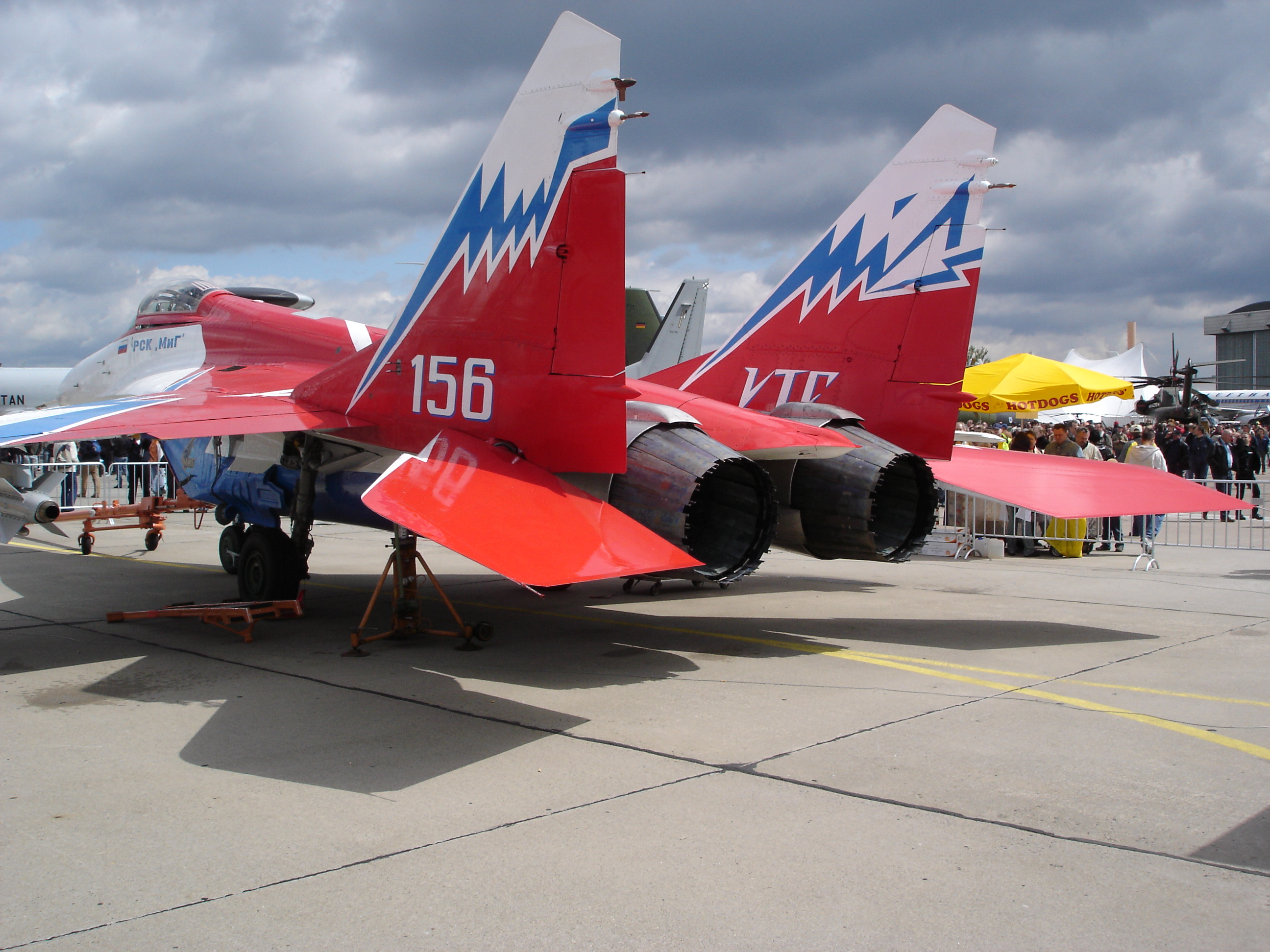
MiG-29OVT expuesto en la Exhibición Aeroespacial Internacional (ILA) de 2006.

El avión MiG-29OVT es uno de los seis ejemplares de preproducción de la versión MiG-29M anteriores a 1991 que posteriormente fue modificado con motores de empuje vectorial y tecnología fly-by-wire. Sirve como banco de pruebas de motores de empuje vectorial y demostrador de tecnología en varias exhibiciones aéreas para mostrar futuras mejoras en el MiG-29M. Tiene la misma aviónica que el MiG-29M. La única diferencia en el panel de la cabina es un interruptor adicional para activar la función de empuje vectorial. Los motores de empuje vectorial RD-133 cuentan con unas toberas rotativas únicas que pueden desviar la dirección del empuje en todas las direcciones. A pesar del empuje vectorial oficialmente no se destacaron otras especificaciones del aparato. El MiG-29OVT está siendo presentado junto con el MiG-29M2 en exhibiciones aéreas de todo el mundo para posibles exportaciones, donde suele ser usado como demostrador acrobático.
MiG-35 (Producto 1.42)
Es un caza polivalente de 4,5.ª generación desarrollado a partir de los MiG-29M/M2 y MiG-29K/KUB, clasificado como un caza de peso medio dado que su peso de despegue se ha incrementado en un 30% con respecto a su predecesor. El primer demostrador fue presentado en la exhibición Aero India de 2007, siendo montado en un MiG-29M2 (serial 154) para efectos de probar el funcionamiento conjunto de los nuevos dispositivos electrónicos (el demostrador no incorporaba los motores Klimov RD-33MK); en paralelo se iba mejorando el rendimiento del radar, pasando sucesivamente por los radares Zhuk-MAE, Zhuk-AE y finalmente Zhuk-ME. La versión biplaza se denomina MiG-35D. La designación OTAN del MiG-35 es "Fulcrum-F".

## Usuarios

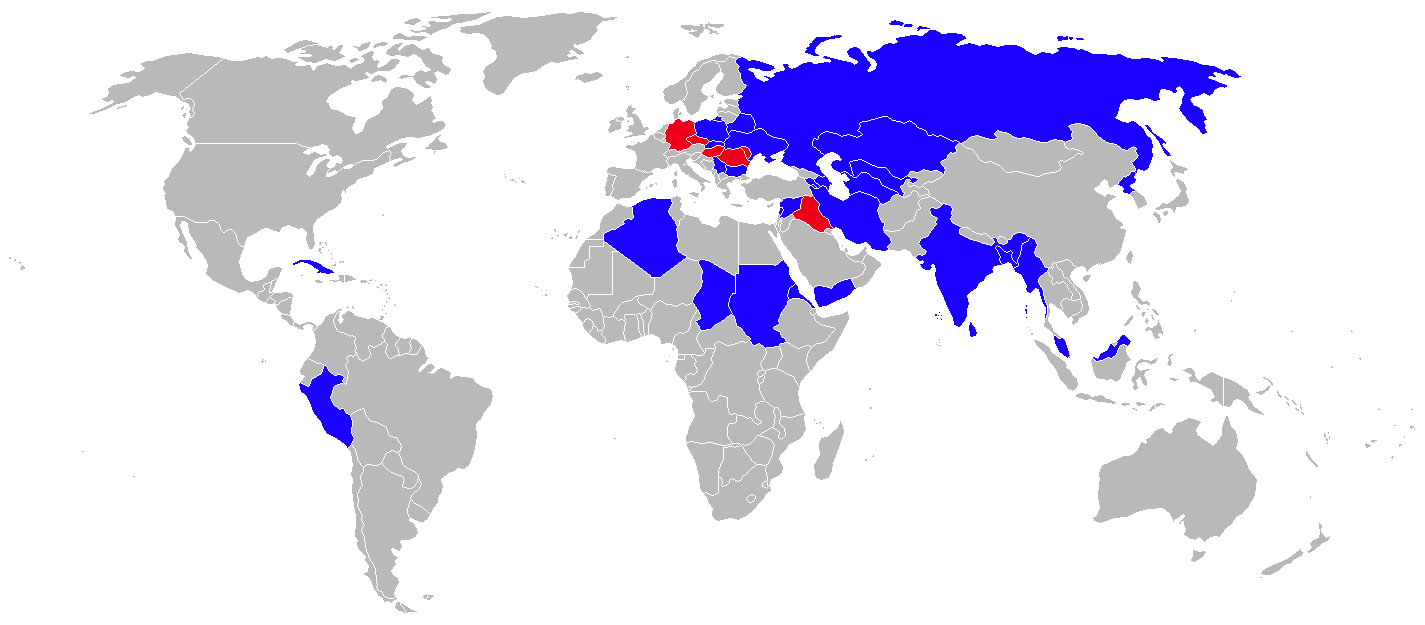
Operadores del MiG-29:
En azul: Operadores actuales.
En rojo: Antiguos operadores.

Los principales usuarios de este caza son las exrepúblicas soviéticas, exmiembros del Pacto de Varsovia, varios países árabes, en América, Cuba y Perú, y en Europa Alemania Oriental, con la reunificación de Alemania este país realizó una cuidadosa evaluación del aparato, el resultado fue la incorporación de este moderno caza bimotor, a la Luftwaffe miembro de la OTAN. El MiG-29 ha sido evaluado y combatido en simulaciones, con casi todos los cazas occidentales, mostrando su validez como caza. Luego de estos análisis, estos cazas fueron vendidos a Polonia, y en años recientes ofrecieron ayuda a Moldavia para la puesta en operación de otros MiG-29 que poseen en su arsenal. Moldavia vendió una cantidad desconocida de antiguos y desactualizados aparatos MiG-29 en su versión primaria a Estados Unidos, quienes los destinaron para pruebas y análisis completos.
La empresa "MiGFlug & Adventure GmbH" ofrece vuelos al borde del espacio (23.000 m de altitud con velocidad supersónica Mach 2+).

### Actuales
Rusia
- Fuerza Aérea Militar de Rusia. 253-291+ MiG-29 en servicio activo a fecha de 2022

 Argelia
- Fuerza Aérea Argelina. 35 MiG-29 en servicio a fecha de diciembre de 2010.[22] 26 MiG-29s desde enero de 2014[23][24]

 Azerbaiyán
- Fuerza Aérea y Defensa Aérea Azerbaiyana. 49 en el inventario a fecha de diciembre de 2010,[25] de los que sólo 13 siguen en servicio operacional en enero de 2011,[26] siguiendo operacionales en enero de 2014[23][24]

 Bangladés

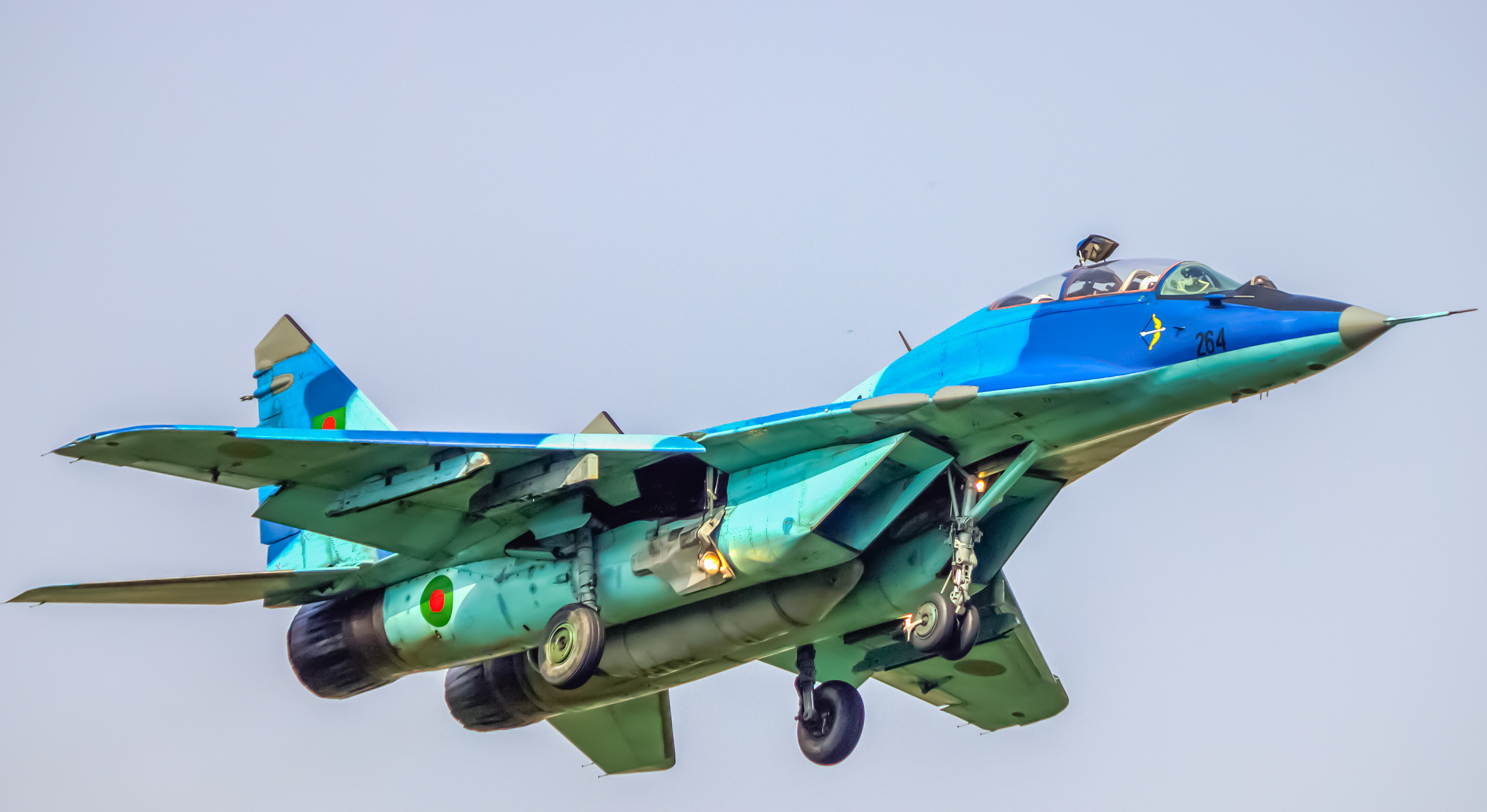
MiG-29 Fulcrum de la Fuerza Aérea Bangladesí

- MiG-29 Fulcrum de la Fuerza Aérea BangladesíFuerza Aérea Bangladesí. 14 MiG-29SE y 2 MiG-29UB en servicio.[27][28]

 Bielorrusia
- Fuerza Aérea y Defensa Aérea de Bielorrusia. 41 MiG-29 en el inventario en enero de 2011,[26] confirmado en enero de 2014[23]

 Birmania
- Fuerza Aérea de Myanmar. 10 MiG-29 en servicio en enero de 2011.[26] En el año 2009 fueron pedidos 20 MiG-29SMT.[29]

 Bulgaria

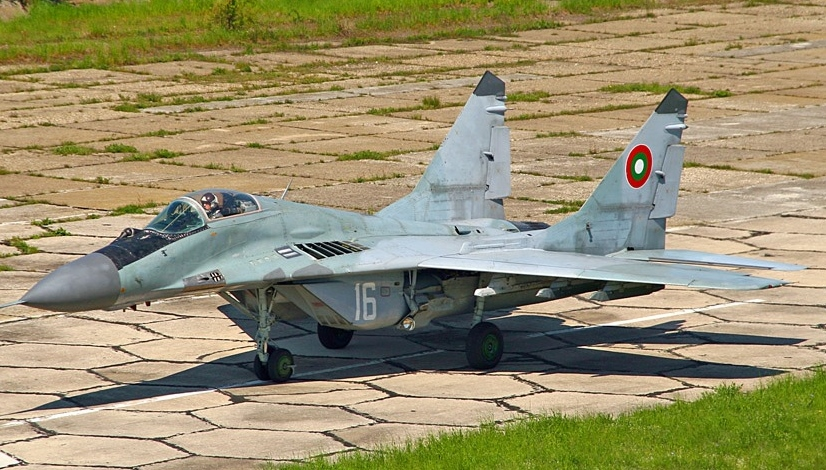
MiG-29A de la Fuerza Aérea de Bulgaria en 2011.

- Fuerza Aérea de Bulgaria. 14 MiG-29 y 4 MiG-29UB en servicio.[30]

 Corea del Norte
- Fuerza Aérea del Ejército Popular Coreano. 40 en servicio en enero de 2011.[26][31] 12 fueron comprados inicialmente a Bielorrusia en 1995. Posteriormente fueron pedidos 18 MiG-29SE más 3 nuevos a Rusia en 1996. Se sospecha fuertemente de la adquisición de nuevos aparatos MiG-29 por parte de Rusia en años recientes ante el creciente armamentismo de Corea del Norte.

 Cuba
- Fuerza Aérea de Cuba. Todos dados de baja junto a los MiG-23, actualmente Cuba vuela unos seis MiG-21BIS. en el inventario en enero de 2019.[26]

 Eritrea
- Fuerza Aérea de Eritrea. 7 MiG-29 en servicio en enero de 2011.[26]

 Eslovaquia
- Fuerza Aérea Eslovaca. De los 21 MiG-29 recibidos quedan en servicio 12 MiG-29AS/MiG-29UBS modernizados en enero de 2011.[26]

 India
- Fuerza Aérea India. 69 MiG-29 en servicio en diciembre de 2010.[22] Todos los MiG-29 de la Fuerza Aérea India están siendo modernizados al estándar MiG-29UPG.[32][33]
- Marina India - Arma Aérea Naval. Un total de 45 MiG-29K pedidos, de los que 9 ya están en servicio a fecha de enero de 2011.

 Irán
- Fuerza Aérea de la República Islámica de Irán. 25 MiG-29 en el inventario en enero de 2011.[26]

 Kazajistán
- Fuerza de Defensa Aérea de Kazajistán. 12 Mig-29 y 2 Mig-29UB al 2018.

 Malasia
- Fuerza Aérea Real de Malasia. 10 MiG-29 en el inventario en enero de 2011.[26] Van a ser retirados próximamente.[34]

 Perú
- Fuerza Aérea del Perú. En 1995 se adquirió a Bielorrusia 16 MiG-29S + 2 Mig-29UB, en 1999 se adquirieron 3 MiG-29SE. A principios de 2020 la FAP operaba 18 cazas (8 SMP, 3 SE y 8 S Fulcrum C index 9.13). En julio de 2012 se presentó con ayuda del SEMAN la modernización de 8 cazas (6 monoplazas y 2 biplazas) al estándar SMP.[35][36] El día 29 de marzo de 2019 se estrelló, perdiéndose en el acto; un avión del modelo, sin daños fatales para su tripulación o los vecinos del área de dicho incidente.[37] Actualmente se encuentran operativos 8 SM-P y UB, los otros 10 se encuentran almacenados.[38]

 Polonia

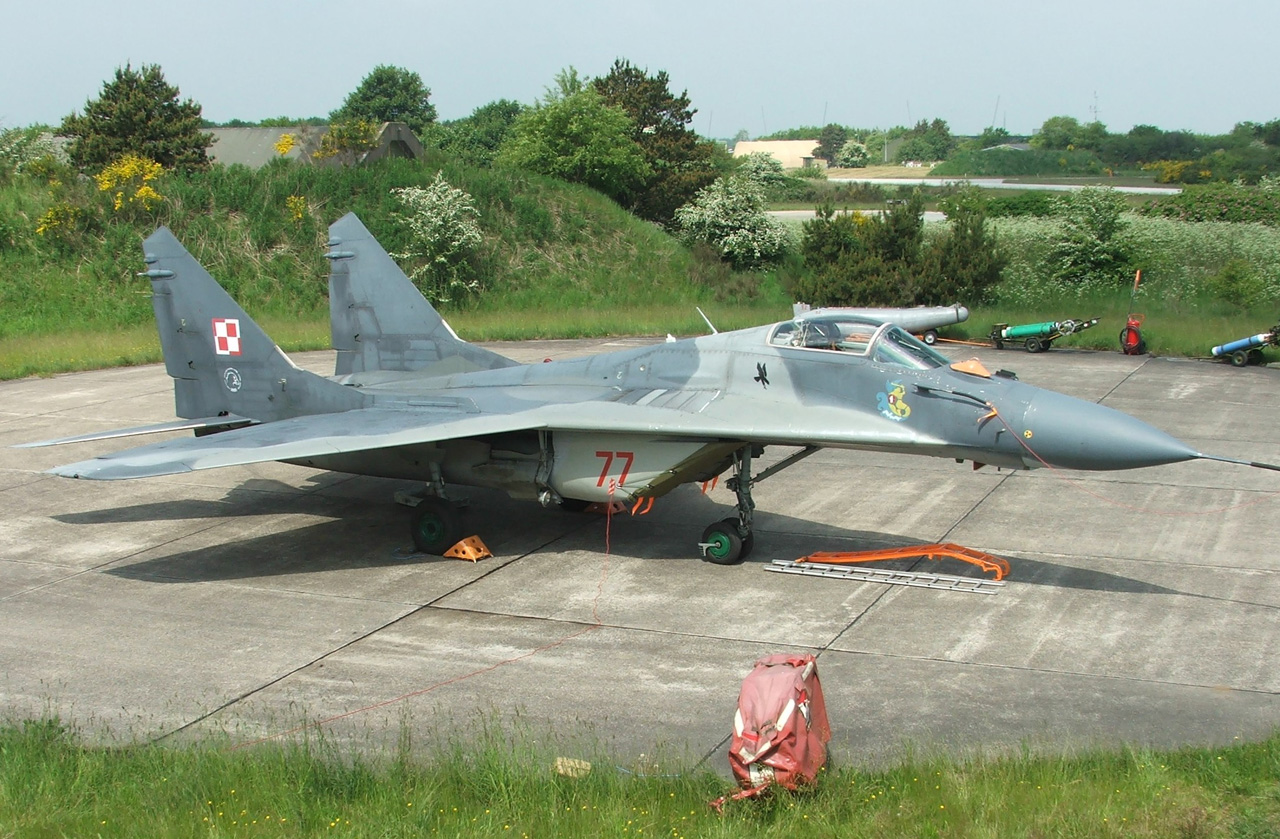
MiG-29 de la Fuerza Aérea Polaca en la Base Aérea Skrydstrup de Dinamarca en 2006.

- Fuerzas Aéreas de la República Polaca. 24 en servicio en enero de 2022.[26]

 Serbia
- Fuerza Aérea y Defensa Aérea Serbia. 10 unidades en el 2017,[39][40] y 18 unidades al finalizar el año 2018. Para el año 2011 contaban con 4 en servicio, a los que se sumarán 6 MiG-29M inicialmente destinados a Siria, los que serían obsequiados por Moscú a Belgrado, teniendo que pagar únicamente por su reavituallamiento, el cual se hará en talleres locales con el apoyo de especialistas rusos.[41][42] Otros 8 aparatos, junto con sistemas de defensa aérea Buk, camiones y maquinaria de construcción serán obsequiados por Bielorrusia a Serbia en el 2018, tal como en el caso ruso, sólo deberá pagar Serbia su reparación.[43]

 Siria
- Fuerza Aérea Árabe Siria. 19 MiG-29 en servicio en enero de 2011,[44] llegó a hacer un pedido de 24 MiG-29M/M2, pero la entrega y producción quedó postergada debido a la guerra civil en Siria durante el 2013 y 2014, en un futuro muy cercano se reiterara la venta de estos aparatos a la República Árabe de Siria, aunque se deduce que de los aparatos hay 6 unidades (5 MiG-29U y 1 MiG-29UB) que serán cedidos por Rusia a Serbia.[42]

 Sudán
- Fuerza Aérea Sudanesa. 12 en servicio en enero de 2011.[45][46][26]

 Turkmenistán
- Fuerza Aérea y Defensa Aérea de Turkmenistán. 24 MiG-29 en servicio en enero de 2011.[26]

 Ucrania
- Fuerza Aérea Ucraniana. 42 MiG-29 en servicio en 2022.[26] Los MiG-29 9-13 están siendo actualizados a MiG-29MU1.[cita requerida].

 Uzbekistán
- Fuerza Aérea y Defensa Aérea Uzbeca. 60 MiG-29 en servicio en enero de 2011.[26]

 Yemen
- Fuerza Aérea Yemení. 18 MiG-29SMT y 1 MiG-29UBT en servicio en enero de 2011.[26]

### Anteriores
Alemania

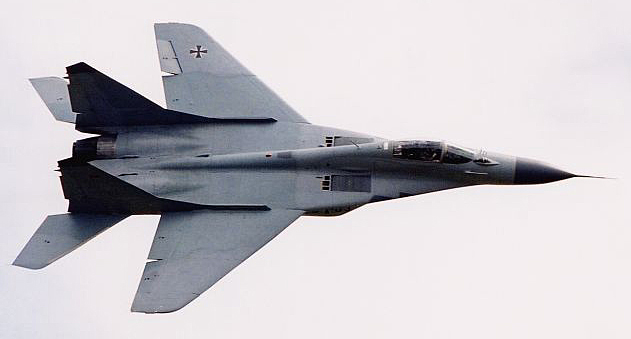
MiG-29G de la Luftwaffe en 2002.

- Luftwaffe. 20 MiG-29A y 4 MiG-29UB recibidos de Alemania del Este en 1990, modificados a las versiones MiG-29G y MiG-29GT según los estándares de la OTAN. Uno fue perdido en accidente, otro se mantiene para muestras y los 22 restantes fueron vendidos a Polonia en 2003.

 Alemania Oriental
- Fuerza Aérea y Defensa Aérea del Ejército Popular Nacional. 20 MiG-29A y 4 MiG-29UB. Los 24 fueron incorporados a la Luftwaffe de Alemania en 1990 tras la reunificación.

 Checoslovaquia
- Fuerza Aérea Checoslovaca. Recibidos 18 MiG-29A y 2 MiG-29UB. Seis de estos eran capaces de lanzar armas nucleares, pero posteriormente se les retiró el equipamiento necesario para portar esas armas como parte del Tratado de las Fuerzas Armadas Convencionales en Europa. Todos fueron transferidos a la República Checa y a Eslovaquia tras la disolución de Checoslovaquia.

 Estados Unidos

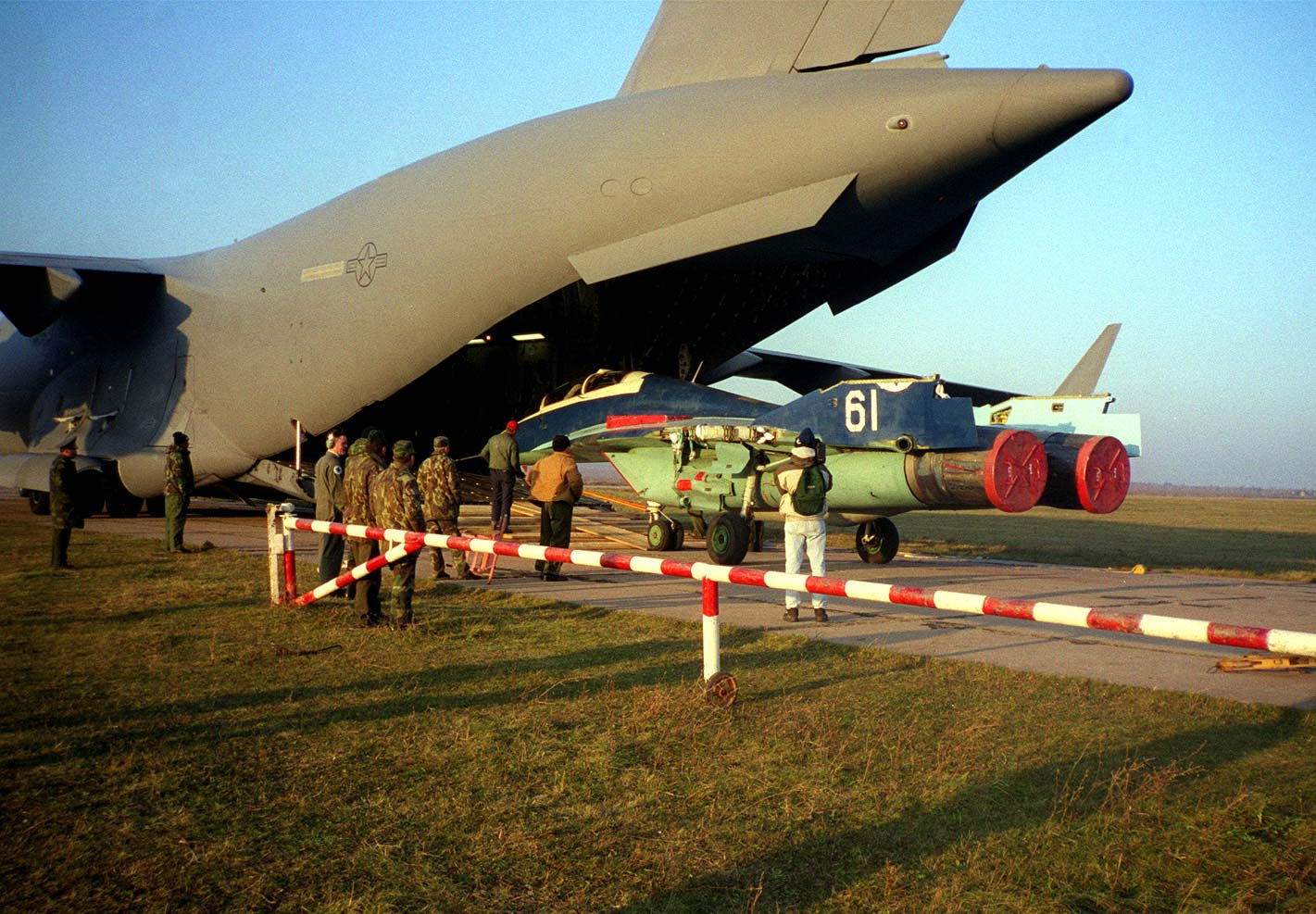
MiG-29B moldavo siendo cargado en un C-17 en 1997 con destino a Estados Unidos.

- MiG-29B moldavo siendo cargado en un C-17 en 1997 con destino a Estados Unidos.Se desconoce la cantidad de aparatos que Estados Unidos haya obtenido por ser un asunto confidencial. Se sabe que adquirió algunos aparatos MiG-29 antiguos y desechados por la fuerza aérea de Moldavia.

 Hungría
- Fuerza Aérea Húngara. 28 en el inventario en enero de 2011,[26] una parte de ellos permanecen almacenados después de que el modelo fuera reemplazado por el Saab 39 Gripen. El último caza MiG-29 fue retirado en diciembre de 2010,[47]

 Irak
- Fuerza Aérea Iraquí. 41 entregados. Durante la guerra del Golfo 21 fueron a parar a Irán.

 Israel
- Fuerza Aérea Israelí. Arrendados a un país desconocido, posiblemente Polonia, usados como agresores para entrenamiento.[48][49]

 Moldavia
- Fuerza Aérea Moldava. 34 en total. 6 fueron vendidos a Yemen y otros dados de baja a Estados Unidos, 1 MiG-29S fue para Rumanía y los restantes MiG-29S se encuentran en servicio.

 República Checa
- Fuerza Aérea del Ejército de la República Checa. La Fuerza Aérea Checa heredó 9 MiG-29 y 1 MiG-29UB. Todos fueron vendidos a Polonia en 1995 a cambio de 11 helicópteros W-3A Sokol.

 Rumania
- Fuerza Aérea Rumana. 17 MiG-29 y 5 MiG-29UB recibidos entre 1989—1990.[50] Iban a ser modernizados, pero se canceló la financiación, debido a los altos costes de mantenimiento fueron retirados de servicio en 2003.

 Unión Soviética
- Fuerza Aérea Militar Soviética.

 Yugoslavia
- Fuerza Aérea de la República Federal Socialista Yugoslava. 14 MiG-29B y 2 MiG-29UB. Algunas pocas unidades fueron destruidas durante la guerra de Kosovo. La mayor parte de dichos aparatos están ahora en la aviación de Serbia. Algunos de los aparatos que inicialmente iban a ser comisionados a Siria, de los cuales 4 son MiG-29B y el MiG-29UB, se cree que fueron cedidos por Rusia a Belgrado.[41]

## Historia operacional

### Unión Soviética y sus sucesores

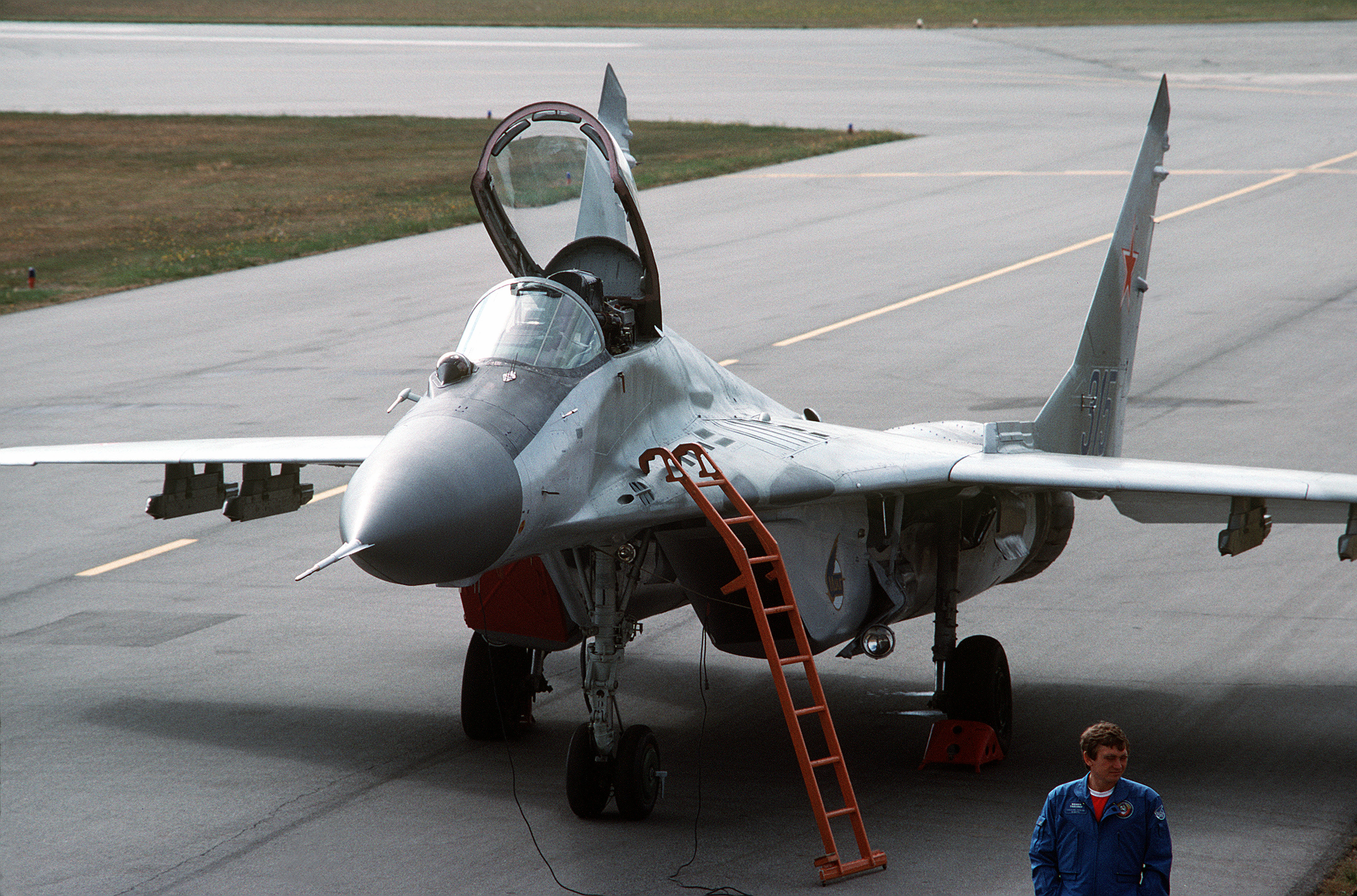
MiG-29 de la Fuerza Aérea Soviética en 1989.

El MiG-29 fue visto públicamente por primera vez en Occidente cuando la Unión Soviética mostró el avión en Finlandia el 2 de julio de 1986. Dos MiG-29 también se exhibieron en el Salón Aeronáutico de Farnborough en Gran Bretaña en septiembre de 1988. Al año siguiente, el avión realizó exhibiciones de vuelo en el Salón Aeronáutico de París de 1989, donde estuvo involucrado en un accidente no fatal durante el primer fin de semana del espectáculo. La exhibición del Salón Aeronáutico de París fue solo la segunda exhibición de cazas soviéticos en un espectáculo aéreo internacional desde la década de 1930. Los observadores occidentales quedaron impresionados por su aparente capacidad y agilidad excepcional. Tras la desintegración de la Unión Soviética, la mayoría de los MiG-29 entraron en servicio con la recién formada Fuerza Aérea Rusa.

#### Rusia

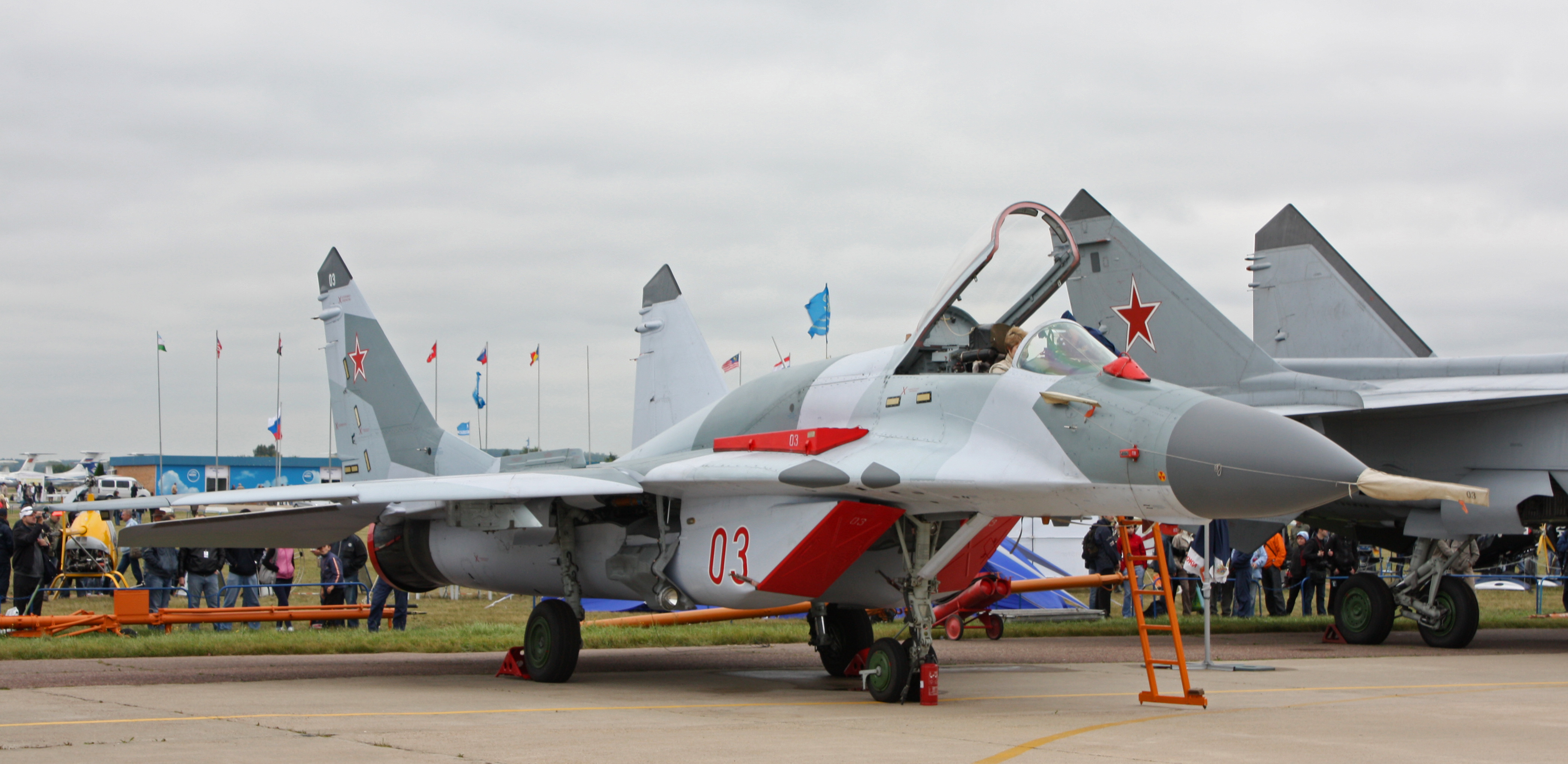
MiG-29SMT ruso en el MAKS de 2011.

La Fuerza Aérea Rusa dejó en tierra todos sus MiG-29 después de un accidente en Siberia el 17 de octubre de 2008. Después de un segundo accidente con un MiG-29 en Siberia oriental en diciembre de 2008, los funcionarios rusos admitieron que la mayoría de los cazas MiG-29 en la Fuerza Aérea Rusa eran incapaces de realizar tareas de combate debido a un mantenimiento deficiente. La edad de la aeronave también fue un factor importante, ya que aproximadamente el 70% de los MiG se consideraban demasiado viejos para volar por los cielos. Los MiG-29 rusos no han recibido actualizaciones desde el colapso de la Unión Soviética. El 4 de febrero de 2009, la Fuerza Aérea Rusa reanudó los vuelos con el MiG-29. Sin embargo, en marzo de 2009, 91 MiG-29 de la Fuerza Aérea Rusa requirieron reparación después de las inspecciones debido a la corrosión; aproximadamente 100 MiG fueron autorizados para continuar volando en ese momento. La Fuerza Aérea Rusa comenzó una actualización de sus primeros MiG-29 al estándar MiG-29SMT más actual, pero las dificultades financieras impidieron la entrega de más de tres MiG-29 SMT a la Fuerza Aérea Rusa. En cambio, los 35 MiG-29SMT/UBT rechazados por Argelia fueron comprados por la Fuerza Aérea Rusa. Rusia realizó un pedido de 16 MiG-29SMT de nueva construcción el 15 de abril de 2014, con entrega prevista para 2017. 
El 4 de junio de 2015, un MiG-29 se estrelló durante un entrenamiento en Astracán. Un mes después, otro MiG-29 se estrelló cerca de la aldea de Kushchevskaya en la región de Krasnodar con el piloto eyectándose de manera segura. Una serie de accidentes en la Fuerza Aérea de Rusia que ocurrieron en 2015 fueron causados principalmente por el aumento general de vuelos y entrenamientos.
El 20 de abril de 2008, funcionarios georgianos afirmaron que un MiG-29 ruso derribó un vehículo aéreo no tripulado Hermes 450 georgiano y proporcionaron imágenes de video del desafortunado avión no tripulado que mostraban un aparente MiG-29 lanzando un misil aire-aire contra él. Rusia niega que el avión fuera suyo y dice que no tenían pilotos en el aire ese día. La administración de Abjasia afirmó que sus propias fuerzas derribaron el avión no tripulado con un avión L-39 "porque estaba violando el espacio aéreo abjasio y violando los acuerdos de alto el fuego". La investigación de la ONU concluyó que el video era auténtico y que el avión no tripulado fue derribado por un MiG-29 o Su-27 ruso utilizando un misil R-73 que buscaba calor.
El 16 de julio de 2014, un Su-25 ucraniano fue derribado, y funcionarios ucranianos declararon que un MiG-29 ruso lo derribó con un misil R-27T. Rusia negó estas acusaciones.
Durante la primera quincena de septiembre de 2017, la Fuerza Aérea de Rusia desplegó algunos aviones de combate polivalentes MiG-29SMT en la base aérea de Khmeimim, cerca de Latakia, en el oeste de Siria, convirtiéndose en la primera vez que se desplegó la versión modernizada del avión Fulcrum de referencia para participar en la Guerra Aérea Siria. Los MiG-29SMT participaron en misiones de bombardeo y tareas secundarias de escolta de bombarderos estratégicos.
Dos MiG-29 rusos operados por Grupo Wagner se estrellaron cerca de Sirte, Libia, el 28 de junio de 2020 y el 7 de septiembre de 2020.

#### Ucrania

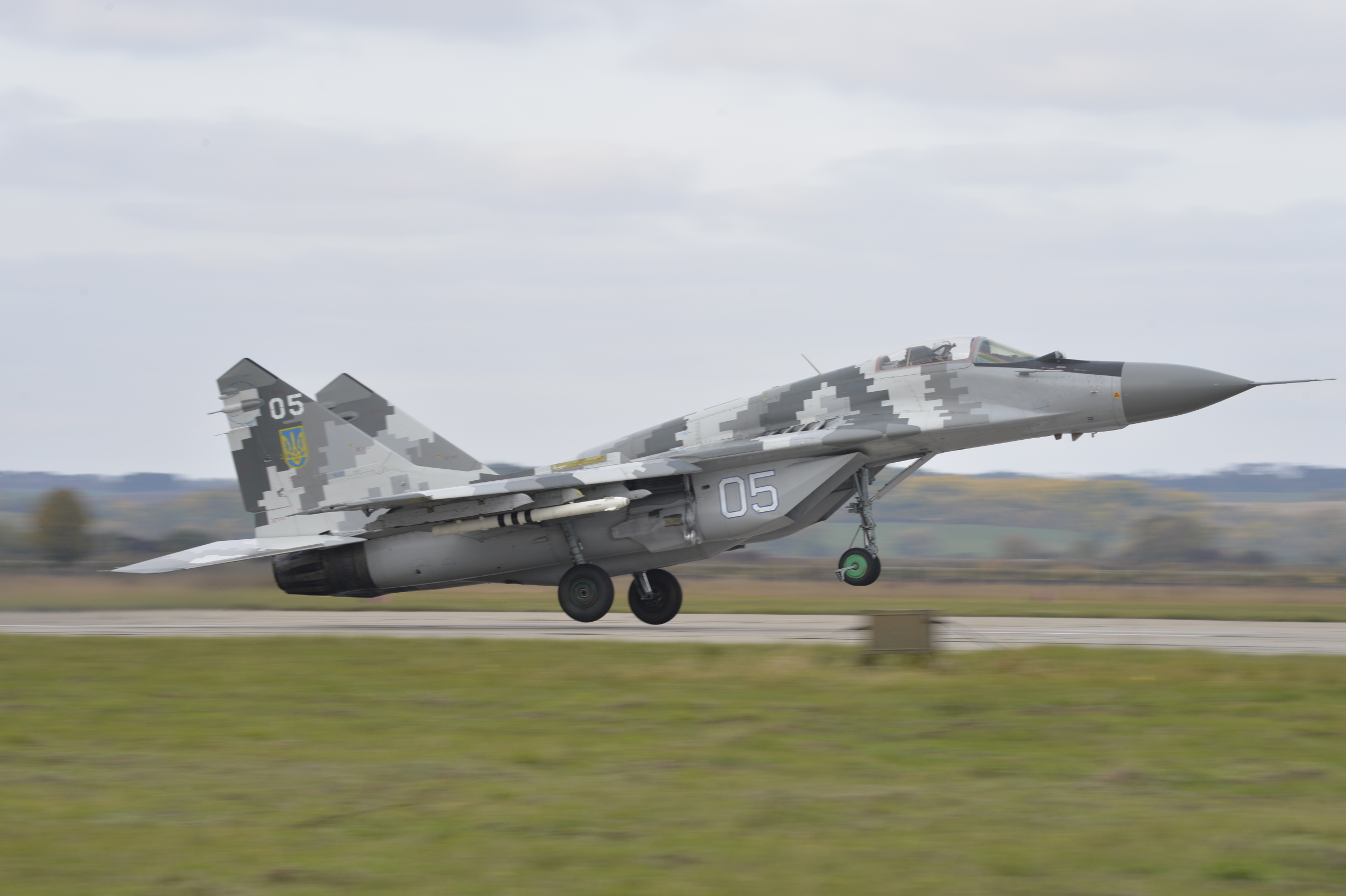
MiG-29 de la Fuerza Aérea de Ucrania en 2018.

En abril de 2014, durante la intervención militar en Crimea, 45 MiG-29 de la Fuerza Aérea Ucraniana y 4 entrenadores de combate L-39 fueron supuestamente capturados por las fuerzas rusas en la base aérea de Belbek. La mayoría de los aviones parecían estar inoperativos. En mayo, las tropas rusas los desmantelaron y los enviaron de vuelta a Ucrania. El 4 de agosto de 2014, el gobierno ucraniano declaró que varios de ellos habían sido puestos de nuevo en servicio para luchar en la guerra en el este del país.
Durante los días iniciales de la Guerra en Dombás, en abril de 2014, la Fuerza Aérea Ucraniana desplegó algunos cazas a reacción sobre la región de Donetsk para realizar patrullas aéreas de combate y vuelos de demostración de fuerza. Probablemente debido al limitado número de cazas a reacción disponibles, un MiG-29 perteneciente al equipo de exhibición de los Halcones Ucranianos fue avistado armado con una carga completa aire-aire y realizando un sobrevuelo a baja altura.
En la noche del 7 de agosto de 2014, un MiG-29MU1 de la Fuerza Aérea Ucraniana, bort número 02 Azul, fue derribado por un misil antiaéreo disparado por rebeldes prorrusos cerca de la ciudad de Yenakievo, y explotó en pleno vuelo. El piloto se eyectó sano y salvo.
El 17 de agosto de 2014, otro MiG-29 de la Fuerza Aérea Ucraniana, bort número 53 White, encargado de tareas aire-tierra contra posiciones de los separatistas, fue derribado por rebeldes prorrusos en la región de Lugansk. El gobierno ucraniano confirmó el derribo. El piloto se eyectó sano y salvo y fue recuperado por fuerzas amigas.
A partir de 2018, la Planta Estatal de Reparación de Aeronaves de Lviv comenzó a actualizar internamente el MiG-29 para que tuviera capacidad multirrol, conocido como MiG-29MU2. Se esperaba que el desarrollo finalizara en 2019 y entrara en producción en 2020. El primer MiG-29 modernizado fue entregado a la Fuerza Aérea Ucraniana en julio de 2020 En agosto de 2020, Ucrania inició negociaciones con Elbit Systems para ayudar a modernizar la flota de MiG-29.
El 29 de mayo de 2020, los MiG-29 ucranianos participaron en la Bomber Task Force en Europa con bombarderos estadounidenses B-1B por primera vez en la región del Mar Negro. En septiembre de 2020, bombarderos B-52 de la 5.ª Ala de Bombardeo realizaron un entrenamiento de integración vital con MiG-29 y Su-27 ucranianos dentro del espacio aéreo de Ucrania.

#### Invasión rusa de Ucrania de 2022
Durante la invasión rusa de Ucrania en 2022, se utilizaron Su-27 y MiG-29 como cazas de superioridad aérea, y se informó de la pérdida de diez MiG-29 en tierra y en el aire.
Ucrania operó MiG-29 durante la invasión de Rusia a Ucrania, existiendo a 3 de marzo de 2022 numerosas declaraciones sin confirmar sobre su papel en el conflicto, atribuyéndose el bando ucraniano victorias militares por parte de sus aviones mientras que las fuerzas rusas se atribuyen derribos de aparatos ucranianos. También se atribuye Ucrania el derribo de un MiG-29 ruso.
Adicionalmente, el Fulcrum sería el avión pilotado por el fantasma de Kiev, apodo con el que se ha bautizado a un supuesto as del aire ucraniano durante la invasión (lo cual resultó ser falso).
El 27 de febrero de 2022, el alto representante de la Unión Europea para Asuntos Exteriores y Política de Seguridad, Josep Borrell, indicó la posibilidad de que países europeos operadores de aviones empleados por las fuerzas aéreas ucranianas cedieran sus aparatos a Ucrania, lo cual habría podido incluir 28 MiG-29 polacos, 12 eslovacos y 16 búlgaros. No obstante, los gobiernos de dichos países descartaron la opción.
El 27 de mayo de 2022, un MiG-29 ucraniano afirmó haber derribado un caza Sukhoi Su-35S de la Fuerza Aérea Rusa. Esto según canales de Twitter y otras redes sociales usadas por la Fuerza Aérea Ucraniana, sin embargo, los ucranianos no presentaron evidencia que corroborara la declaración. Por lo que no se pudo confirmar la baja del Su-35 por partes ucranianas.
En agosto de 2022, un alto funcionario de defensa estadounidense reveló que los ucranianos habían integrado con éxito el misil AGM-88 HARM en sus "aviones MiG", con pruebas de vídeo de misiles AGM-88 disparados por MiG-29 ucranianos mejorados publicadas por la Fuerza Aérea Ucraniana pocos días después. Para un arma que se basa en la visualización digital para disparar, la cuestión de cómo se ha integrado en las pantallas analógicas del MiG-29 sigue sin respuesta. Las imágenes muestran que se ha instalado un GPS comercial junto con una tableta de algún tipo.
El 13 de octubre de 2022, un MiG-29 ucraniano se estrelló durante una misión de combate. Se afirma que su piloto destruyó un dron suicida Shahed-136 con su cañón, y se cree que los restos del dron colisionaron con la aeronave y obligaron al piloto a eyectarse. Fuentes ucranianas afirman que el piloto derribó cinco drones y dos misiles de crucero poco antes del accidente. El MiG-29 derribado llevaba una librea similar a la del equipo de exhibición de los Halcones ucranianos. Según la Oficina Estatal de Investigación de Ucrania: "el reactor colisionó con los restos de un avión no tripulado destruido, lo que le causó daños masivos hasta el punto de estrellarse cerca de un pueblo del noreste de Vinnytsia. El piloto logró eyectarse y actualmente recibe tratamiento en el hospital".

### India

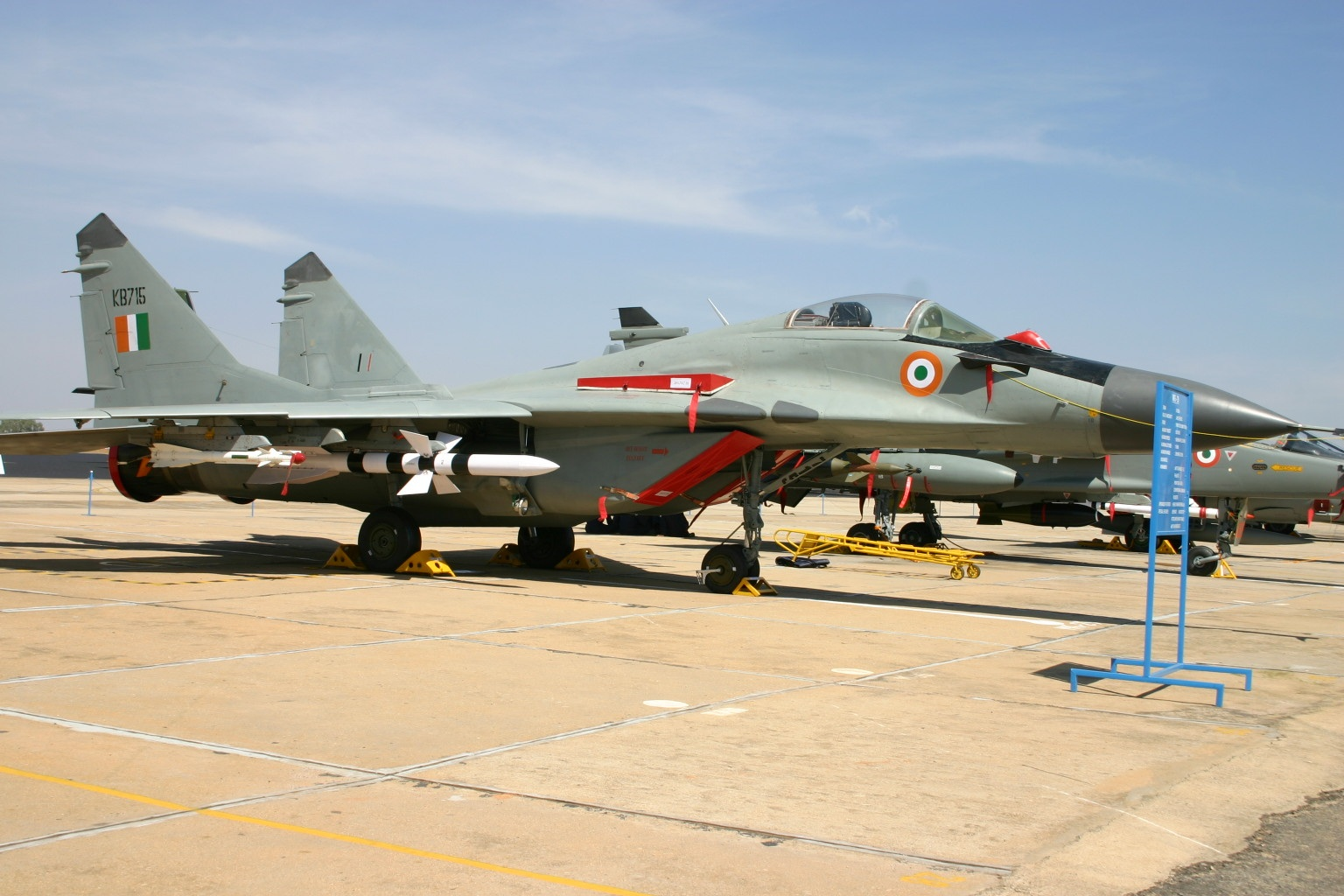
MiG-29 de la Fuerza Aérea de la India.

India fue el primer cliente internacional del MiG-29, fuera del Pacto de Varsovia. La Fuerza Aérea de la India (IAF) realizó un pedido de 44 aviones (40 MiG-29 9.12B de un solo asiento y cuatro MiG-29UB de dos asientos) en 1984, y el MiG-29 fue oficialmente incluido en la IAF en 1987. En 1989, se ordenaron 26 aviones adicionales, y 10 MiG-29 9.13 más avanzados fueron comprados en 1994. Desde entonces, la aeronave ha sufrido una serie de modificaciones con la adición de nueva aviónica, subsistemas, motores turbofán y radares.
Los MiG-29 indios fueron utilizados ampliamente durante la guerra de Kargil de 1999 en Cachemira por la Fuerza Aérea de la India para proporcionar escolta de caza para Mirage 2000 atacando objetivos con bombas guiadas por láser.
El buen historial operativo del MiG-29 llevó a la India a firmar un acuerdo con Rusia en 2005 y 2006 para actualizar todos sus MiG-29 por US $ 888 millones. Según el acuerdo, los MiG indios fueron modificados para ser capaces de desplegar el misil aire-aire R-77/RVV-AE (AA-12 'Adder'). Los misiles habían sido probados con éxito en octubre de 1998 y se integraron en los MiG-29 de la IAF. La IAF también ha otorgado a MiG Corporation otro contrato de US $ 900 millones para actualizar todos sus 69 MiG-29 operativos. Estas actualizaciones incluirán un nuevo kit de aviónica, con el radar N019 siendo reemplazado por un radar Phazotron Zhuk-M. El avión también está siendo equipado para mejorar la capacidad de combate más allá del alcance visual y para el reabastecimiento de combustible aire-aire para aumentar la resistencia. En 2007, Rusia también otorgó a Hindustan Aeronautics Limited (HAL) de la India una licencia para fabricar 120 motores turbofan RD-33 serie 3 para la actualización. La actualización también incluirá un nuevo sistema de control de armas, ergonomía mejorada de la cabina, misiles aire-aire, misiles aire-tierra de alta precisión y bombas guiadas. Los primeros seis MiG-29 se actualizarán en Rusia, mientras que los 63 MiG restantes se actualizarán en las instalaciones de HAL en India. India también otorgó un contrato multimillonario a Israel Aircraft Industries para proporcionar aviónica y subsistemas para la actualización. 

### Yugoslavia y Serbia

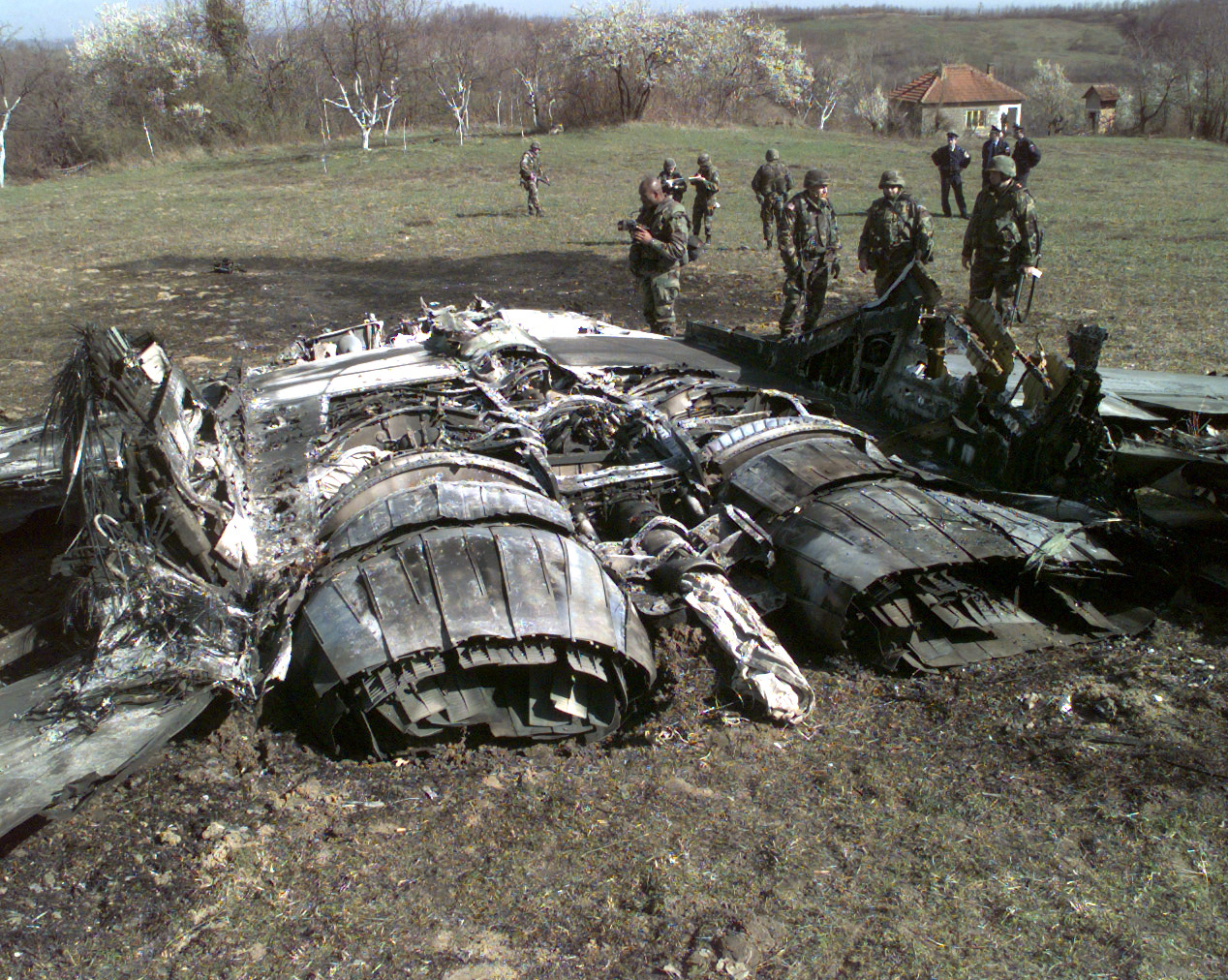
Uno de los dos MiG-29 yugoslavos derribados en Bosnia en marzo de 1999 por las fuerzas de la OTAN durante la Operación Fuerza Aliada.

Yugoslavia fue el primer país europeo fuera de la Unión Soviética en operar el MiG-29. El país recibió 14 MiG-29B y dos MiG-29UB de la URSS en 1987 y 1988. Los MiG-29 entraron en servicio en el 127.º Escuadrón de Aviación de Caza, con base en la Base Aérea de Batajnica, al norte de Belgrado (Serbia).
Los MiG-29 yugoslavos combatieron poco durante la desintegración de Yugoslavia y se utilizaron principalmente para ataques terrestres. Varios aviones Antonov An-2 utilizados por Croacia fueron destruidos en tierra en el aeródromo de Čepin, cerca de Osijek, Croacia, en 1991 por un MiG-29 yugoslavo, sin que se produjeran bajas en el MiG-29. Al menos dos MiG-29 realizaron un ataque aéreo sobre Banski Dvori, la residencia oficial del Gobierno croata, el 7 de octubre de 1991.
Los MiG-29 continuaron su servicio en la posterior República Federal de Yugoslavia. Debido al embargo de armas de las Naciones Unidas contra el país, el estado de los MiG-29 empeoró, ya que los aviones no se mantenían según las normas y no se llevó a cabo la revisión general prevista para 1996 y 1997.
Seis MiG-29 fueron derribados durante la intervención de la OTAN en la guerra de Kosovo, tres por F-15 de la USAF, uno por un F-16 de la USAF y uno por un F-16 de la Real Fuerza Aérea Holandesa. Sin embargo, un avión, según su piloto, fue alcanzado por fuego amigo desde tierra Otros cuatro fueron destruidos en tierra. Una fuente argentina afirma que un MiG-29 derribó un F-16 el 26 de marzo de 1999, pero esta muerte es discutida, ya que se dice que el F-16C en cuestión se estrelló en EE. UU. ese mismo día

Representación digital de un MiG-29B en servicio en las Fuerzas Aéreas de Serbia y Montenegro durante la operación Fuera Aliada en 1999.

La Fuerza Aérea de Serbia y Montenegro continuó volando sus cinco MiG-29 restantes a un ritmo muy bajo después de la guerra, y uno de ellos se estrelló el 7 de julio de 2009. En la primavera de 2004, apareció la noticia de que las operaciones de MiG-29 habían cesado, porque los aviones no podían mantenerse, pero más tarde los cinco fuselajes restantes fueron enviados a Rusia para su revisión. La pequeña flota serbia de MiG-29, junto con otros reactores, estuvo en tierra durante cuatro meses en el verano de 2014 debido a un problema de adquisición de baterías. Las Fuerzas Aéreas serbias operan 14 MiG-29 a partir de 2020, a los que se añadirán dos más en 2021.
En noviembre de 2016, Rusia accedió a donar seis de sus MiG-29 de forma gratuita, si Serbia pagaba los costes de reparación de 50 millones de dólares por ellos. A finales de enero de 2017, el ministro de Defensa serbio, Zoran Đorđević, declaró que Bielorrusia también había accedido a donar ocho de sus MiG-29 a Serbia sin coste alguno. A principios de octubre de 2017, Rusia completó la entrega de los seis MiG-29. Las aeronaves fueron trasladadas a Serbia a bordo de un avión de transporte Antonov An-124. El 25 de febrero de 2019, Bielorrusia entregó formalmente cuatro MiG-29 al ejército serbio durante una ceremonia celebrada en la 558.ª Planta de Reparación de Aeronaves en Baranavichy. Esto aumentó la flota de la Fuerza Aérea Serbia a 14 MiG-29. Serbia tiene previsto gastar entre 180 y 230 millones de euros en la modernización de toda su flota de MiG-29.

### Cuba
Cuba fue el primer país americano en recibir el MiG-29, la Fuerza Aérea Revolucionaria recibió el primer ejemplar en octubre de 1989 de un total de doce MiG-29 y dos MiG-29 UB, ya que se tenía planeada la entrega de por lo menos 40 aparatos. En febrero de 1996 un MiG-29UB cubano fue utilizado junto a un MiG-23 para derribar dos avionetas civiles y desarmadas Cessna 337 Skymaster de la organización Hermanos al Rescate que habían violado el espacio aéreo cubano.
El plan fue cambiado posteriormente a 36 cazas y 9 entrenadores MiG-29, para un total de 45 aviones, pero la Unión Soviética se derrumbó poco después y solo se enviaron los números antes mencionados. Sin embargo, los propios soviéticos necesitaban vender algunos de sus aviones de la fuerza aérea a otros países para recaudar fondos, por lo que el stock restante se adquirió gradualmente. Sin embargo, desde entonces no se han introducido más aviones de combate y, tras la canibalización del MiG-29, ahora solo quedan entre tres y cinco de ellos. Sólo quedaron dos aviones de entrenamiento, que fueron enviados a un museo, con la posibilidad de ser reutilizados en caso de emergencia.

### Eritrea
En 1998 Etiopía y Eritrea entraron en guerra. Los dos países luchaban por la superioridad aérea, y tras la adquisición por parte de Etiopía de ocho Su-27S, Eritrea respondió con la compra de ocho MiG-29A y dos MiG-29UB. Estos aviones fueron en parte pilotados y mantenidos probablemente por pilotos y técnicos rusos y ucranianos. En el año 2000 Eritrea compró seis MiG-29 más a Moldavia.
A pesar de ser un gran caza, el estado de los Fullcrum dejaba mucho que desear, puesto que los aviones tenían los radares y sistemas de búsqueda con muchos defectos, en el mejor de los casos, el radar podía detectar 5 blancos durante un tiempo aproximado de 3 o 4 minutos antes de fallar, esto dio como resultado que los aviones eritreos no pudieran utilizar los misiles de medio alcance R-27, y apenas tenía capacidad de usar el misil de corto alcance R-73, aun así los aviones fueron mandados al combate, a pesar de sus condiciones, teniendo un pésimo resultado contra los cazas etíopes Su-27 Flanker con los que se enfrentaron durante todo el año de 1998 y 1999.
La lista de aviones etíopes derribados de los MiG-29A eritreos es la siguiente:
- MiG-23BN con dos R-27R.
- MiG-21MF/bis con un R-73.
- MiG-21MF/bis con un R-73.
- MiG-21MF/bis con un 2× R-27R.
- MiG-21MF/bis con el cañón de 30 mm.

Por otra parte, los Su-27S etíopes consiguieron derribar al menos cinco MiG-29A.

### Irak
En la guerra entre Irán e Irak, ambos bandos han clamado derribos tanto de los MiG-29 iraquíes por parte de los iraníes, como a la inversa, derribos de aviones iraníes por parte de los MiG-29 iraquíes. Sin embargo, no hay fuentes claras de confirmación, pues la información es a título propagandística y se contradice entre los dos países, a pesar de esto se sabe del derribo de un F-14A a manos de un MiG-29 con un misil de medio alcance R-27, en el año de 1988.
En agosto de 1990, en el momento de la invasión de Kuwait, la Fuerza Aérea Iraquí había recibido 39 MiG-29 (9.12B) Fulcrum-A. Según los informes, Irak no estaba satisfecho de no haber recibido los misiles R-73 y R-27T que la inteligencia de la Coalición había evaluado como una gran amenaza, sino que recibió misiles R-60MK. Como resultado, no ordenaron más aviones. Según los informes, Irak pudo modificar sus MiG-29 para transportar tanques de lanzamiento y la cápsula TMV-002 Remora ECM. 
En la Segunda guerra del Golfo durante la primera noche de combates el 17 de enero de 1991 el capitán Hudair Hijab, lanzó un R-27R que impactó en la cola de un B-52G obligándole a realizar un aterrizaje de emergencia, pocos minutos después Hudair derribó un F-111F Aardvark con un R-60MK. Dos días más tarde el 19 de enero de 1991 un Tornado Gr.MK1 británico fue abatido con un R-60MK por el capitán Jammel Sayhood del 6.º Escuadrón, ese mismo MiG sería derribado minutos más tarde por el capitán César A. Rodríguez con su F-15C.
Aunque hay diversidad de cifras y versiones sobre los derribos, las fuentes coinciden en 5 MiG-29 derribados por los cazas F-15 contra el reclamo de un derribo del caza británico Tornado y el F-111, junto B-52 supuestamente dañado, estos realizados por los MiG-29.

### Otros usuarios
Al menos un MiG de la Luftwaffe fue prestado a los Estados Unidos, para evaluarlo antes de comenzar la Tormenta del Desierto.

## Controversias

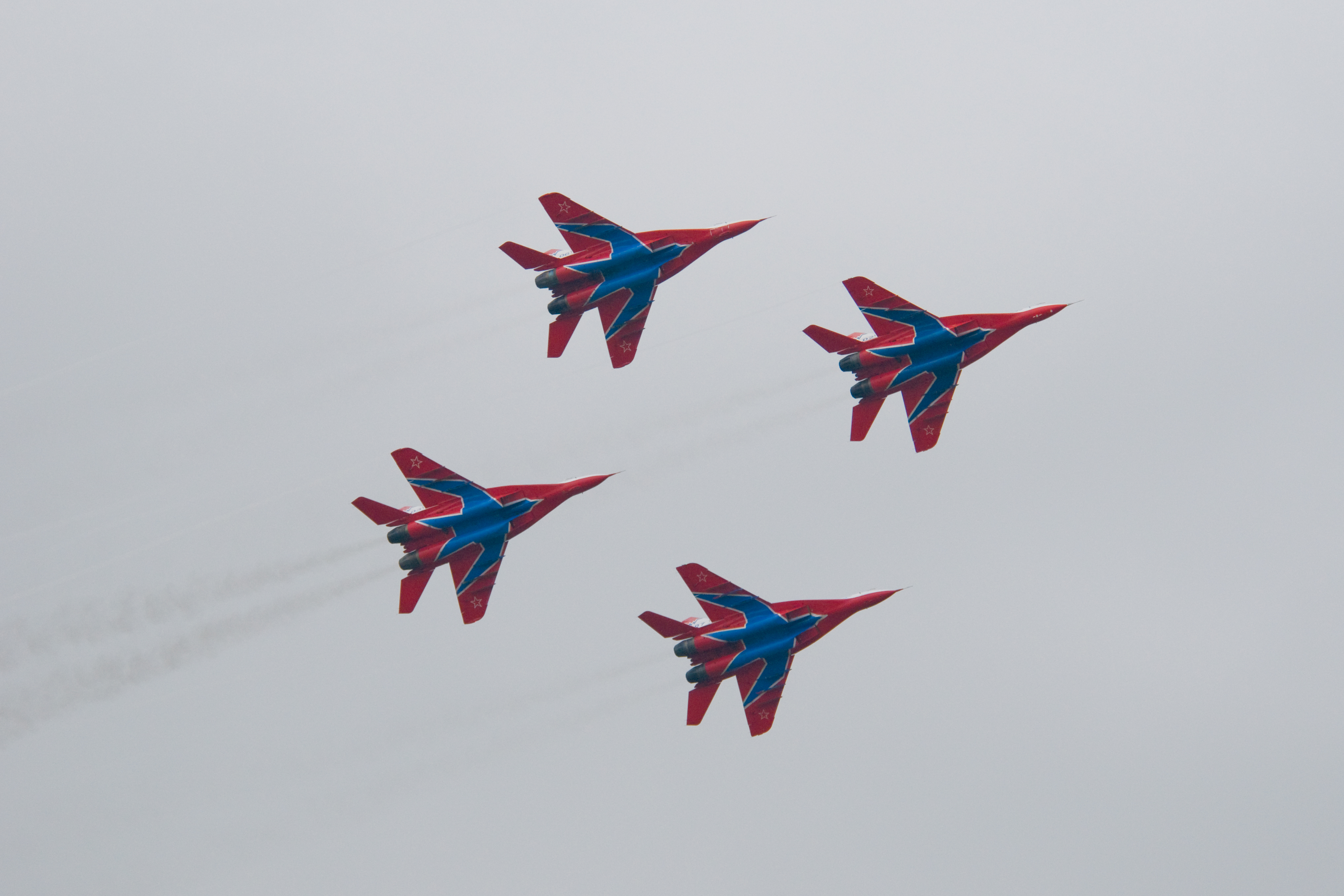
Formación de 4 MiG-29 del grupo acrobático ruso Vencejos en la exhibición MAKS de 2009.

En marzo de 2006, Argelia firmó un contrato de compra de armamento con la Federación Rusa por importe superior a los 1280 millones de dólares. En el mismo, se incluía el suministro de 28 monoplazas MiG-29 SMT y 6 biplazas MiG-29UBT. Con la llegada de las primeras unidades, se denuncian que algunos componentes eran de 2.º uso habiéndose pagado por nuevos. Esto obliga al Gobierno argelino a suspender los pagos en mayo de 2007, habiéndose recibido hasta ese momento 15 unidades del modelo MiG-29 SMT. Se da a conocer entonces que se trataban de células construidas a mediados de los años 1990 y supuestamente modernizadas. Los 15 aviones fueron devueltos (abril de 2008) en su totalidad a la Federación Rusa y el contrato suspendido. Las autoridades rusas y Rosobonexport para no perder la venta, ofrecieron a cambio más Su-30MKA, de los que también habían comprado 28, o en su defecto MiG-35, sin que se conozca el resultado de tal negociación.
En octubre y diciembre de 2008, dos cazas MiG-29 se estrellaron en Chitá, Extremo oriente ruso, en uno de los cuales murió el piloto. Tras las investigaciones, en el primer caso se atribuyeron las causas a un fallo técnico, sin más especificaciones. Según el Tte. General Serguéi Baynétov, jefe del servicio de seguridad de los vuelos del Ministerio de Defensa de Rusia, el siniestro del segundo de los dos cazas se debió a fallas estructurales, habiéndose encontrado corrosión, grietas y extrañas fatigas en varios elementos, lo que "provocó la destrucción de la quilla del aparato". Tras estos accidentes, el Ministerio de Defensa ruso ordenó la revisión completa de la flota de MiG-29 (291 aparatos). Tras la revisión completa se ordenó la inmovilización total de casi 200 de ellos.

## Futuro
El MiG-29 aparece nuevamente, en su versión más moderna MiG-35, como un caza polivalente de generación 4++ más pesado y con mayor alcance, nueva cabina de mando con pantallas LCD a color, mayor capacidad para transportar armamento, reabastecimiento aéreo de combustible, mandos de vuelo fly-by-wire, y capacidad de combate todo tiempo.

## Accidentes e incidentes
- El 26 de noviembre de 2020 un avión MiG-29K propiedad de la Armada de la India impactó contra el Mar Arábigo. Medios locales informan que el avión se encontraba realizando una misión que formó parte del entrenamiento. Hasta el momento se desconocen las causas que originaron este accidente.[87]
- El 18 de agosto de 2021 un piloto ruso perdió la vida cuando se estrelló el MiG-29 que operaba, en la región de Astracán en el sur de Rusia. Se reporta que el jet se encontraba en una misión de rutina, sin municiones, cuando impactó en el campo de entrenamiento Ashuluk.[88]

## Especificaciones (MiG-29)
Referencia datos: MiG y GlobalSecurity.

### Características generales
- Tripulación: 1 (piloto)
- Longitud: 17,3 m (56,8 ft)
- Envergadura: 11,4 m (37,4 ft)
- Altura: 4,7 m (15,5 ft)
- Superficie alar: 38 m² (409 ft²)
- Peso vacío: 11 000 kg (24 244 lb)
- Peso cargado: 14 900 kg (32 839,6 lb)
- Peso útil: 10 000 kg (22 040 lb)
- Peso máximo al despegue: 21 000 kg (46 284 lb)
- Planta motriz: 2× Turbofan Klimov RD-33.
  - Empuje normal: 49,5 kN (5050 kgf; 11 133 lbf) de empuje cada uno.
  - Empuje con postquemador: 81,6 kN (8320 kgf; 18 342 lbf) de empuje cada uno.

### Rendimiento
- Velocidad máxima operativa (Vno): 2450 km/h (1522 MPH; 1323 kt) 

  - En altura: 2 450 km/h (1 522 MPH; 1 323 kt)
  - Al nivel del mar: 1 500 km/h (932 MPH; 810 kt)
- Alcance: 1500 km con carga máxima de combustible interno.
- Alcance en ferry: 2100 km con un tanque de combustible externo.
- Techo de vuelo: 18 013 m (59 098 ft)
- Régimen de ascenso: 

  - Inicial: 330 m/s (64 960 ft/min)
  - De media: 109 m/s (21 456 ft/min)
- Carga alar: 403 kg/m² (82,5 lb/ft²) sin considerar la alta sustentación producida por el fuselaje cerca del 40% de la sustentación total.
- Empuje/peso: 1.12
- Límites de fuerzas soportadas: 9 G
- Tasa de giro: 23 grados por segundo[91]

### Armamento
- Cañones: 1× Cañón automático Gryazev-Shipunov GSh-301 de 30 mm (1,2 in) con 150 municiones.
- Puntos de anclaje: 7 (6x subalares y 1× bajo el fuselaje) con una capacidad de 4000 kg (8800 lb), para cargar una combinación de:  
  - Bombas: FAB 500-M62, FAB-1000, TN-100.
  - Cohetes: S-5, S-24.
  - Misiles: Mólniya R-60, Vympel R-27, Vympel R-73, Vympel R-77, Kh-25, Kh-29 y Kh-31.
  - Otros: Contenedores de contramedidas electrónicas.

### Desarrollos relacionados
- Mikoyan MiG-29M
- Mikoyan MiG-29K
- Mikoyan MiG-35

### Aeronaves similares
- General Dynamics F-16 Fighting Falcon
- McDonnell Douglas F/A-18 Hornet
- Dassault Mirage 2000
- McDonnell Douglas F-15 Eagle
- Mitsubishi F-15J

### Secuencias de designación
- MiG-1 – MiG-3 – MiG-9 – MiG-15  – MiG-17  – MiG-19 – MiG-21 – MiG-23 – MiG-25 – MiG-27 – MiG-29 – MiG-31 – MiG-33 – MiG-35